# A Bűbájos boszorkák epizódjainak listája
Ez a cikk a Bűbájos boszorkák című sorozat epizódjait listázza.

## Évados áttekintés
| Évad | Évad | Részek száma | Részek száma | Eredeti sugárzás     | Eredeti sugárzás | Eredeti adó | Magyar sugárzás      | Magyar sugárzás      | Magyar adó |
| Évad | Évad | Részek száma | Részek száma | Évadbemutató         | Évadzáró         | Eredeti adó | Évadbemutató         | Évadzáró             | Magyar adó |
| ---- | ---- | ------------ | ------------ | -------------------- | ---------------- | ----------- | -------------------- | -------------------- | ---------- |
|      | 1.   | 22           | 22           | 1998. október 7.     | 1999. május 26.  | The WB      | 2003. június 19.     | 2003. november 21.   | TV2        |
|      | 2.   | 22           | 22           | 1999. szeptember 30. | 2000. május 18.  | The WB      | 2003. november 28.   | 2004. augusztus 27.  | TV2        |
|      | 3.   | 22           | 22           | 2000. október 5.     | 2001. május 17.  | The WB      | 2004. augusztus 30.  | 2004. szeptember 28. | TV2        |
|      | 4.   | 22           | 22           | 2001. október 4.     | 2002. május 16.  | The WB      | 2004. szeptember 29. | 2004. október 28.    | TV2        |
|      | 5.   | 23           | 23           | 2002. szeptember 22. | 2003. május 11.  | The WB      | 2004. október 29.    | 2004. december 1.    | TV2        |
|      | 6.   | 23           | 23           | 2003. szeptember 28. | 2004. május 16.  | The WB      | 2005. január 17.     | 2005. február 16.    | TV2        |
|      | 7.   | 22           | 22           | 2004. szeptember 12. | 2005. május 22.  | The WB      | 2005. május 9.       | 2005. június 8.      | TV2        |
|      | 8.   | 22           | 22           | 2005. szeptember 25. | 2006. május 21.  | The WB      | 2006. szeptember 4.  | 2006. október 3.     | TV2        |

## 1. évad (1998–1999)
| Sor. | Év. | Cím                                                   | Rendező            | Író | Premier                                | Nézettség   |
| --- | --- | ----------------------------------------------------- | ------------------ | --- | -------------------------------------- | ----------- |
| 1. | 1.  | Átok rátok lányok (Something Wicca This Way Comes)    | John T. Kretchmer  | Constance M. Burge                                                                                         | 1998. október 7. 2003. június 19.      | 7,72 millió |
| A Halliwell nővérek újraegyesülnek gyermekkoruk nagy múltú viktoriánus otthonában. Phoebe felfedezi a padláson az Árnyak könyvét, és amikor elolvassa az első oldalon található varázsigét, a velük született mágikus képességeik aktiválódnak. A nővéreknek meg kell próbálniuk titokban tartani újonnan kifejlesztett képességeiket, miközben Prue volt barátja, Andy Trudeau felügyelő egy sorozatgyilkos után nyomoz, akinek az áldozatai mind boszorkányok. Piper csak hajszál híján menekül meg a haláltól, amikor rájön, hogy barátja, Jeremy, egy gonosz warlock a gyilkos. Amikor a nővérek kipróbálják az első varázslatot, Jeremy-t legyőzik, és felfedezik az ősi Hármak Erejét. |     |                                                       |                    | |                                        |             |
| 2. | 2.  | Javna szeme (I've Got You Under My Skin)              | John T. Kretchmer  | Brad Kern                                                                                                  | 1998. október 14. 2003. június 26.     | 6,91 millió |
| Phoebe találkozik egy fotóssal, akiről kiderül, hogy egy démon, aki kiszívja a fiatal nőkből a fiatalságot, hogy fiatal maradhasson. Miközben Phoebe vele van, Piper meglátja barátnőjét, Brittany Reynoldsot, aki már idős és rossz a memóriája, miután a fotós megtámadta. Brittany felismeri a fotós címét, így Prue és Piper időben megérkezik, hogy legyőzzék a Javna nevű démont, és visszafordítsák a kárt, amit okozott. |     |                                                       |                    | |                                        |             |
| 3. | 3.  | Apából egy is elég (Thank You for Not Morphing)       | Ellen Pressman     | Chris Levinson & Zack Estrin                                                                               | 1998. október 21. 2003. július 10.     | 7,02 millió |
| A nővérek elhidegült apja, Victor visszatér, és rögtön összetűzésbe kerül Prue-val, aki nem tudja megbocsátani neki, hogy távol lévő apa volt. Bevallja, hogy az Árnyak Könyvének a házból való eltávolításával próbálja megmenteni a lányokat az erejükkel járó kockázatoktól. Úgy tűnik azonban, hogy összefogott az új szomszédokkal, akik alakváltók, és megpróbálják ellopni a könyvet. A nővérek legyőzik az alakváltókat, apjuk pedig elfogadja a sorsukat. Annak ellenére, hogy azt tervezi, hogy találkozik velük, elhagyja a várost, de otthagy egy videokazettát a család boldog karácsonyáról. |     |                                                       |                    | |                                        |             |
| 4. | 4.  | Halálos szerelem (Dead Man Dating)                    | Richard Compton    | Javier Grillo-Marxuach                                                                                     | 1998. október 28. 2003. július 24.     | 6,20 millió |
| Piper találkozik egy nemrég meggyilkolt férfi, Mark Chao (John Cho) kedves szellemével, akinek a segítségére van szüksége ahhoz, hogy rendesen eltemessék, mielőtt egy ősi kínai szellem, Yama learatja a lelkét, és hogy leszámoljon azzal a kínai gengszterrel, aki megölte Markot, hogy a saját halálát színlelve elkerülje a rendőrséget. Phoebe szállodai médiumként vállal munkát, hogy kifizesse Prue születésnapi ajándékát, és amikor előre látja egy szállodai vendég halálát, meg kell próbálnia megakadályozni, hogy a férfit elüsse egy autó. Végül Piper leleplezi a bűnözőt, akit Andy önvédelemből megöl. Megjelenik a Yama nevű lény, és Mark hozzá dobja a bűnöző lelkét, aki így a pokolba kerül. Pipernek sikerül meggyőznie Yamát, hogy hagyja békén Markot, és a temetés után könnyes búcsú után továbbáll. A Markkal való találkozás hatására Prue meggondolja magát a születésnapja megünneplésével kapcsolatban, és a testvérei meglepetésbulit rendeznek neki a kúriában. |     |                                                       |                    | |                                        |             |
| 5. | 5.  | Álomlovag (Dream Sorcerer)                            | Nick Marck         | Constance M. Burge                                                                                         | 1998. november 4. 2003. július 3.      | 4,91 millió |
| Prue alvását furcsa álmok zavarják meg, amelyekben egy kerekesszékes férfi követi és gúnyolja, aki valójában egy Whitaker Berman (Matt Schulze) nevű alváskutató. A férfi megöli azokat a nőket, akikről úgy érzi, hogy megvetették őt, úgy, hogy álmaikban meglátogatja őket, ahol abszolút hatalma van. Miközben Prue fáradtan hazafelé tart a munkából a kocsijával, a férfi ismét támad, és sikeresen elérte, hogy a nő egy telefonpóznának hajt. Mivel Prue eszméletlen, a férfi sikertelenül próbálja megölni. A nővérek bátorításával a nő az álomvilágban a telekinézisét használja, hogy letaszítsa a férfit egy épületről, és megölje. |     |                                                       |                    | |                                        |             |
| 6. | 6.  | Pokoli menyegzõ (The Wedding from Hell)               | Richard Ginty      | Greg Elliot & Michael Perricone                                                                            | 1998. november 11. 2003. július 17.    | 5,78 millió |
| Egy démoni menyasszonyjelölt, Jade D'Mon, egy héttel az esküvő előtt hirtelen lecseréli az emberi menyasszonyt, Alison Michaels-t, méghozzá úgy, hogy mágikus szerződéses "hatalmat" gyakorol a vőlegény anyja, Grace Spencer felett, valamint elvarázsolja a vőlegényt, Elliot Spencert. A Halliwell nővérek fokozatosan fedezik fel az esküvővel kapcsolatos furcsa eseményeket, miközben Piper az eseményen a vendéglátást végzi. Alison és a nővérek tervet dolgoznak ki a démoni esküvő megállítására. Grace segít Alisonnak és a Halliwell nővéreknek, aminek eredményeként legyőzik Jade-et, és Alison és Elliot kibékül. |     |                                                       |                    | |                                        |             |
| 7. | 7.  | A varázstükör (The Fourth Sister)                     | Gilbert Adler      | Edithe Swensen                                                                                             | 1998. november 18. 2003. július 31.    | 6,39 millió |
| Egy problémás tinédzser boszorkány, Aviva (Danielle Harris) összebarátkozik Phoebe-vel abban a reményben, hogy csatlakozhat a nővérekhez, de akaratlanul is egy Kali nevű démoni boszorkány/papnő bábja lesz. A nővérek nyomoznak, és azonosítják a boszorkányt, aki megszállja Avivát, amikor az nem hajlandó tovább segíteni. Pipernek és Prue-nak sikerül csapdájába ejteniük Kalit egy tükörben, Phoebe pedig összetöri azt, és ezzel legyőzi őt. Aviva felhagy a rossz életmóddal, és elmegy, hogy újra találkozzon a nagynénjével. |     |                                                       |                    | |                                        |             |
| 8. | 8.  | Az igazság fáj (The Truth Is Out There… and It Hurts) | James A. Contner   | Zack Estrin & Chris Levinson                                                                               | 1998. november 25. 2003. augusztus 7.  | 5,45 millió |
| Phoebe előérzetére reagálva, amikor egy nőt mágikusan áramütés ér a homloka közepén keresztül, a nővérek versenyt futnak, hogy megállítsanak egy titokzatos warlockot, aki a jövőből érkezett, hogy megölje azokat, akik felelősek a warlockokok elleni vakcina létrehozásáért. Prue igazságvarázslatot alkalmaz, hogy megtudja, hogyan reagál Andy a titkára. Prue szomorúan tapasztalja, hogy Andy nem tudja kezelni az erejéről szóló tudást és a mágikus párhuzamos valóságot, amellyel meg kell küzdenie. Szakít vele, miközben Prue és Piper legyőzik a warlockot, mielőtt az megölhetné a terhes nőt, akinek a gyermekét valóban meg akarja szerezni. |     |                                                       |                    | |                                        |             |
| 9. | 9.  | Az ük-ük-ük-üknagyanyánk (The Witch Is Back)          | Richard Denault    | Sheryl J. Anderson                                                                                         | 1998. december 16. 2003. augusztus 14. | 6,09 millió |
| Matthew Tate-et, a warlockot, akit a nővérek őse, Melinda Warren átkozott meg a 17. században, a gyarmati Új-Angliában, Prue véletlenül kiszabadítja egy elátkozott medálból, amelyet csak egy Warren-leszármazott tud kinyitni. A helyzet tudatában a nővérek feltámasztják Melindát, hogy felvegyék vele a harcot. Együtt visszacsalják őt a medálba, ám titkukat felfedik Prue főnöke, Rex és munkatársa, Hannah előtt, akik warlockok. |     |                                                       |                    | |                                        |             |
| 10. | 10. | Aki másnak vermet ás... (Wicca Envy)                  | Mel Damski         | Történet: Brad Kern Tévéjáték: Brad Kern & Sheryl J. Anderson                                              | 1999. január 13. 2003. augusztus 21.   | 6,35 millió |
| Rex asztrális kivetítéssel irányítja Prue elméjét, és ráveszi, hogy ellopjon egy tiarát az aukciós ház páncélterméből. Prue végül börtönben köt ki. Rex megzsarolja a nővéreket, hogy adják át neki az erejüket, de Leo, aki a nővérek valamiféle természetfeletti védelmezőjeként mutatkozik be, visszaadja nekik az erejüket. Az immár teljes erővel rendelkező Prue, Piper és Phoebe legyőzik Rexet és Hannah-t, akiket a gonosz erők legyőznek a kudarcuk miatt. |     |                                                       |                    | |                                        |             |
| 11. | 11. | Az átkozott urna (Feats of Clay)                      | Kevin Inch         | Történet: Javier Grillo-Marxuach Tévéjáték: Michael Perricone & Greg Elliot & Chris Levinson & Zack Estrin | 1999. január 20. 2003. augusztus 28.   | 5,96 millió |
| Phoebe New York-i volt barátja, Clay egy titokzatos egyiptomi urnával érkezik a városba, és megkérdezi, hogy Prue el tudná-e adni neki az aukción. Phoebe meggyőzi Prue-t, hogy próbálja meg eladni Clay urnáját, de Prue hamarosan rájön, hogy az urna gonosz mágiával van megátkozva. |     |                                                       |                    | |                                        |             |
| 12. | 12. | A Wendigo (The Wendigo)                               | James L. Conway    | Edithe Swensen                                                                                             | 1999. február 3. 2003. szeptember 4.   | 5,81 millió |
| Amikor Piper autója lerobban, megtámadja egy gonosz, farkasember-szerű szörnyeteg, amelyről később kiderül, hogy egy Wendigo. Pipert egy Billy nevű férfi menti meg, de ő maga is Wendigóvá kezd változni, mivel a szörny megkarmolta. A Wendigóról kiderül, hogy Ashley Fallon FBI-ügynök, aki látszólag a fenevad nyomába eredt. Fallon megöli Billyt és megpróbálja megölni Andyt, de Prue és Phoebe egy jelzőfegyverrel utána megy, mivel a tűz a Wendigo gyenge pontja. Piper is felbukkan, és majdnem véletlenül őt győzik le helyette, de ő megfagyasztja a jelzőrakétát, Prue pedig Fallonba küldi, aki így meghal, Piper pedig meggyógyul. |     |                                                       |                    | |                                        |             |
| 13. | 13. | Péntek 13 (From Fear to Eternity)                     | Les Sheldon        | Tony Blake & Paul Jackson                                                                                  | 1999. február 10. 2003. szeptember 11. | 6,67 millió |
| Barbas, a félelem démona a péntek 13-át azzal tölti, hogy szó szerint halálra rémíti a boszorkányokat. Prue-t megpróbálja vízbe fojtani a zuhanyzóban, mivel a legnagyobb félelme a vízbe fulladás. Barbas rájön, hogy Phoebe legnagyobb félelme a testvére elvesztése, ezért újra megpróbálja vízbe fojtani Prue-t, miközben Phoebe nézi. Ezúttal Prue érzi néhai édesanyja jelenlétét, és sikerül feloldania a félelmét, és legyőzni Barbast. |     |                                                       |                    | |                                        |             |
| 14. | 14. | Tiltott szerelem (Secrets and Guys)                   | James A. Contner   | Történet: Constance M. Burge & Brad Kern Tévéjáték Constance M. Burge & Sheryl J. Anderson                 | 1999. február 17. 2003. szeptember 18. | 6,93 millió |
| Prue varázslatos segélyhívást kap egy Max nevű fiatal boszorkánytól, akit arra kényszerítenek, hogy segítsen két tolvajnak bankot rabolni, majd elfogják és arra kényszerítik, hogy ő is részt vegyen a rablásban. Max apja megpróbál közbelépni, de lövést kap, és Prue és Max kénytelenek hátrahagyni őt. Ezzel egy időben Leo visszatér, és miközben egy csillárt javít, Phoebe felfedezi, hogy lebeg, és megtudja, hogy ő egy Fényőr, a jó boszorkányok őrangyala, aki Maxet védi azzal, hogy Prue-t hozzá irányítja. Őszintén szereti Pipert, de ez számára tilos, és ki kell találnia, hogyan szakíthatna vele. Prue ráveszi Maxet, hogy rövidre zárja a bombát, amivel a tolvajok együttműködésre kényszerítik és csapdába ejtik őket a páncélteremben. Miközben Max apja haldoklik, Leo megérkezik, és begyógyítja a sebét, és meggyőzi, hogy tegye túl magát a felesége halálán, és legyen a fia apja. Max segítése helyreállítja Prue hitét a gyermekvállalásban. |     |                                                       |                    | |                                        |             |
| 15. | 15. | A mumus (Is There a Woogy in the House?)              | John T. Kretchmer  | Zack Estrin & Chris Levinson                                                                               | 1999. február 24. 2003. szeptember 25. | 5,98 millió |
| Phoebe-t megszállja a Mumus, és testvérei ellen fordítja. A Mumus parancsára embereket is megszáll. Amikor Prue meghívja az Aukciósház embereit egy munkamegbeszélésre, Phoebe megszállja Claire egyik munkatársát. Piper és Prue is majdnem áldozatul esnek, de Phoebe elkántálja a varázsigét, miután egy múltbéli látomásban látta, hogy a Nagyi legyőzte a Mumust, amikor még fiatalabb volt. |     |                                                       |                    | |                                        |             |
| 16. | 16. | Az igazi Prue (Which Prue Is It, Anyway?)             | John Behring       | Javier Grillo-Marxuach                                                                                     | 1999. március 3. 2003. október 2.      | 5,87 millió |
| Amikor Phoebe-nek élénken felkavaró látomása van Prue halálra szurkálásáról, ez egybeesik azzal, hogy egy Gabriel nevű Hadúr érkezik a városba, hogy megölje a legidősebb boszorkánynővért, ahogyan a nővérek ük-ük-nagynénjével is tette. Prue varázslatot mond, hogy továbbfejlessze és megerősítse az erejét, de végül két klónt készít magából. A klónjai meghalnak, de a nővéreivel együttműködve sikerül legyőznie Gabrielt. |     |                                                       |                    | |                                        |             |
| 17. | 17. | Vissza a múltba (That '70s Episode)                   | Richard Denault    | Sheryl J. Anderson                                                                                         | 1999. április 7. 2003. október 9.      | 6,68 millió |
| Egy nagyhatalmú warlock, Nicholas jelenik meg, aki azt állítja, hogy egyezséget kötött a nővérek anyjával, amelyben megkíméli az életét a lányok erejéért cserébe. A három nővér elmenekülve előle visszamegy az időben az 1970-es évekbe, amikor az anyjuk még élt, és megpróbálják megakadályozni a paktumot. Sikerül rávenniük Patty-t, hogy megszegje az egyezséget, és visszatérjenek a jövőbe, ahol már nem immunis a mindenkori képességeikre, és egy nagyon erős varázslattal, amit néhai nagyanyjuk hagyott hátra ilyen célra, legyőzik őt. |     |                                                       |                    | |                                        |             |
| 18. | 18. | A kísértés (When Bad Warlocks Turn Good)              | Kevin Inch         | Edithe Swensen                                                                                             | 1999. április 28. 2003. október 16.    | 5,10 millió |
| Prue vezetésével a Bűbájosok segítenek egy Brendan nevű fiatalembernek (Michael Weatherly), aki pap akar lenni, hogy elkerülje, hogy testvéreivel együtt beteljesítse előre megjósolt sorsát, amely szerint warlock lesz. Elkezdik megtámadni a Brendanhez közel álló embereket, hogy rákényszerítsék, hogy engedjen a sötét oldalának. Végül a testvérei megölik egymást, ő pedig pappá szentelődik, és tisztázza magát az ártatlanok elleni támadások alól, valamint egy megbecsült pap lesz. |     |                                                       |                    | |                                        |             |
| 19. | 19. | Nincs több titok (Out of Sight)                       | Craig Zisk         | Tony Blake & Paul Jackson                                                                                  | 1999. május 5. 2003. október 30.       | 5,00 millió |
| Amikor Prue megpróbál megakadályozni egy emberrablást a parkban, egy születésnapi parti alatt, egy riporter látja, hogy erős telekinetikus képességeit arra használja, hogy pszionikusan elválassza Davidet a démontól. Phoebe és Piper megpróbál többet megtudni a gyermeket elrabló démonokról, akikről kiderül, hogy Grimlockok, olyan démonok, akik érzékelik az emberek auráját és ellopják a gyermekek látását. Ugyanakkor meg kell próbálniuk megakadályozniuk, hogy a riporter leleplezze Prue-t és saját magukat. A nővérek nem buknak le, de Andy megtudja, hogy milyen erővel rendelkeznek. A nővérek legyőzik a démonokat, és egy korábbi áldozatuk, aki túlélte, meggyőzi az általuk megmentett gyerekeket, hogy ne mondják el az igazságot. |     |                                                       |                    | |                                        |             |
| 20. | 20. | Szellemek harca (The Power of Two)                    | Elodie Keene       | Brad Kern                                                                                                  | 1999. május 12. 2003. november 6.      | 5,56 millió |
| Egy sorozatgyilkos gonosz szelleme, Jackson Ward (Jeff Kober) megszökik az Alcatraz-szigetről, hogy bosszút álljon a bírón és az esküdtszéken. Phoebe-nek és Prue-nak ki kell találnia, hogyan győzzék le ezt a gonosz szellemet, és hogyan akadályozzák meg, hogy újra gyilkoljon Piper nélkül, aki Hawaiin van. Végül Prue megiszik egy főzetet, amely ideiglenesen megállítja a szívét, és egy olyan varázslattal, amelyet csak egy szellem tud az asztrálsíkon elmondani, elpusztítja a szellemet, mielőtt Andy újraéleszti. |     |                                                       |                    | |                                        |             |
| 21. | 21. | A szerelem fáj (Love Hurts)                           | James Whitmore Jr. | Chris Levinson & Zack Estrin & Javier Grillo-Marxuach                                                      | 1999. május 19. 2003. november 13.     | 5,68 millió |
| A házban megjelenik a súlyosan sebesült Leo, aki arra kéri a Halliwell nővéreket, hogy védjenek meg egy ártatlan nőt, aki az ő vezetésével tér vissza San Franciscóba. Daisyt (Lisa Robin Kelly) egy Sötét Fényőr üldözi, aki mérgezett nyilakkal vadászik és gyilkolja a jelenlegi és jövőbeli Fényőröket. A Sötétfényőr Alec (Michael Trucco) beleszeret a lányba. Leo elárulja, hogy a Sötétfényőr mérge nagyon halálos, és Piper talál egy képességváltó varázsigét az Árnyak Könyvében, így Leo veleszületett gyógyító erejét használhatja rajta. Sajnos ennek az a mellékhatása, hogy mindenkinek a saját képességei változnak, és mindannyiuknak meg kell próbálniuk megtanulni megfelelően használni őket. Míg Prue-nak és Phoebe-nek sikerül irányítaniuk egymás erejét, Piper képtelen meggyógyítani Leót, aki meghal. Utána bevallja, hogy szerelmes belé, és rájön, hogy ez váltja ki a misztikus képességét, és sikerül teljesen meggyógyítania. Ezután felkutatja Daisyt, Prue pedig úgy győzi le Alecet, hogy saját mágikus képességét használja fel ellene. |     |                                                       |                    | |                                        |             |
| 22. | 22. | Deja Vu (Déjà Vu All Over Again)                      | Les Sheldon        | Constance M. Burge & Brad Kern                                                                             | 1999. május 26. 2003. november 21.     | 5,69 millió |
| Phoebe erőteljes és halálos látomást tapasztal a Halliwell-házban, melyben Rodriguez felügyelőt látja egy démoni támadásban a nővérek ellen, melynek következtében Andy meghal. Megfogadva, hogy megakadályozza Andy halálát, Prue a rendőrségre megy, hogy figyelmeztesse Andyt, hogy Rodriguez egy beépített démon. Miközben Rodriguez terveket készít a Bűbájosok megölésére irányuló kísérletére, látogatást kap Tempustól (David Carradine), egy démontól, aki vissza tudja fordítani az időt, és akit a Forrás küldött segítségül arra az esetre, ha kudarcot vallana. Tempus minden alkalommal visszatekeri az időt, amikor Rodriguez nem tudja megölni a Bűbájosokat, amíg a warlocknak sikerül megölnie az összes nővért. Andy a kocsijában várakozik, miután Prue azt mondta neki, hogy maradjon távol, mert veszélyes. Látja, hogy Rodriguez belép a házba, és bemegy, hogy megvédje Prue-t. Andy beront, mielőtt Rodriguez árthatna a nővéreknek, és megpróbálja lelőni, de Rodriguez egy energiagömböt lő Andyre, és megöli. Piper megfagyasztja Rodriguezt, és ő és Phoebe megdöbbenve látják, hogy Andy halott. Prue látomást kap Andy szellemétől, ami segít neki továbblépni. Prue felgyorsítja az időt és legyőzi Tempust. A nővérek legyőzik Rodriguezt és részt vesznek Andy temetésén. |     |                                                       |                    | |                                        |             |

## 2. évad (1999–2000)
| Sor. | Év. | Cím                                                    | Rendező            | Író                                                                                 | Premier                                 | Nézettség   |
| --- | --- | ------------------------------------------------------ | ------------------ | ----------------------------------------------------------------------------------- | --------------------------------------- | ----------- |
| 23. | 1.  | Veszélyben a Hármak Ereje (Witch Trial)                | Craig Zisk         | Brad Kern                                                                           | 1999. szeptember 30. 2003. november 28. | 6,12 millió |
| A nővérek egy Abraxas nevű démonnal kerülnek szembe, aki ellopja az Árnyak Könyvét, és visszacsinál néhány varázslatot (fordított sorrendben), felszabadítva a Bűbájosok régi legyőzött ellenségeit, és arra kényszerítve őket, hogy pusztán emlékezetből emlékezzenek a legyőző varázslatokra. A nővéreknek egyetlen esélyük van, hogy visszaszerezzék az Árnyak Könyvét, különben örökre elveszítik az erejüket. A nővérek megismerkednek új szomszédaikkal, Jennyvel és nagybátyjával, Dan Gordonnal is. Phoebe és Piper a wicca közösségen keresztül megtudják, hogy mivel a bennük rejlő erők aktiválásának évfordulója napéjegyenlőségre, egy wicca szent napra esik, mindegyikük ereje fejlettebbé és nagymértékben felerősödötté válik, de csak átmenetileg. |     |                                                        |                    |                                                                                     |                                         |             |
| 24. | 2.  | Utazás a jövőbe (Morality Bites)                       | John Behring       | Chris Levinson & Zack Estrin                                                        | 1999. október 7. 2003. december 5.      | 6,08 millió |
| Prue és Piper arra használják az erejüket, hogy megakadályozzák, hogy egy férfi többször is hagyja, hogy a kutyája ürüléket ürítsen a hazuk elé, bár ez személyes haszonszerzésre irányuló mágiának számít. Amikor Phoebe látomásban látja, hogy halálra ítélik, a nővérek tíz évet utaznak a jövőbe, 2009. február 26-ára, hogy megtudják, mi történt és miért. A jövőben Prue kegyetlen üzleti hírnévvel rendelkező szőkeként találja magát, Phoebe a börtönben ül, ahol a kivégzésre való közelgő időpont vár, Piper pedig felfedezi, hogy Leo a volt férje, és van egy lányuk, akit Melindának hívnak. A lányok rájönnek, hogy Phoebe egy gyilkos megölésére használta az erejét, aminek hatására egy Nathaniel Pratt nevű helyi ügyész modern kori boszorkányperekbe kezd, mint politikai hivatali platformba. Prue és Piper mindenáron meg akarják menteni Phoebe-t, de Leo úgy érzi, hogy az erejük felhasználása Phoebe megmentésére olyan fordulópont lesz, ami a mágiát törvényen kívül helyező retorikát eredményez. |     |                                                        |                    |                                                                                     |                                         |             |
| 25. | 3.  | A festmény fogságában (The Painted World)              | Kevin Inch         | Constance M. Burge                                                                  | 1999. október 14. 2003. december 12.    | 6,39 millió |
| Prue az aukciósházban egy szokatlan festményen talál néhány titokzatos szót, amelyek hangos kimondása után egy másik dimenzióba küldi őt egy kastély festményén belül. Ott Malcolm, az állítólagos ártatlan, akit megtalál és akit meg akar menteni, valójában egy warlock, akit egy boszorkány átkozott a festménybe, és aki azt reméli, hogy kijuthat a festményből, hogy újra találkozhasson a warlock szerelmével, Jane-nel. Amikor Piper véletlenül csapdába esik a festményben, miközben Prue-t próbálja megtalálni, Phoebe-re hárul a feladat, hogy megmentse őket, aki egy állásinterjú miatt tudásnövelő varázslatot mondott. |     |                                                        |                    |                                                                                     |                                         |             |
| 26. | 4.  | A sátán zenéje (The Devil's Music)                     | Richard Compton    | David Simkins                                                                       | 1999. október 21. 2003. december 19.    | 5,32 millió |
| Phoebe és Prue, akik aggódnak az új, nehéz helyzetben lévő P3 klub pénzforgalma miatt, összeesküvést szőnek, hogy Piper háta mögött felvesznek egy nulla kamatozású kölcsönt, bízva abban, hogy ő képes lesz sikeressé tenni a klubot. Leo ráveszi a Dishwalla menedzserét, Carltont, hogy hozza el a zenekart a klubba, teljesen tudatában annak, hogy a menedzser lepaktált a Masselin nevű démonnal, aki ártatlan lelkekért cserébe hírnevet és vagyont biztosít neki. Darryl Morris nyomozó nem tud erről, de gyanítja, hogy Carltonnak köze van a Dishwalla korábbi koncertjein fellépő fiatal nők rejtélyes eltűnéseinek sorozatához. A koncert estéjén Phoebe csaliként szolgál Masselin számára, és a nővéreknek sikerül olyan bájitalt adniuk neki, amely megöli őt, és kiszabadítja az összes áldozatát. |     |                                                        |                    |                                                                                     |                                         |             |
| 27. | 5.  | A bestia (She's a Man, Baby, a Man!)                   | Martha Mitchell    | Javier Grillo-Marxuach                                                              | 1999. november 4. 2004. augusztus 3.    | 5,28 millió |
| Miközben San Franciscóban hőhullám söpör végig, Phoebe erotikus álmokat lát, amelyek álmai szerelmeseinek megölésével végződnek. A nővérek rájönnek, hogy a lány pszichésen, az ereje révén kapcsolatban áll egy férfigyilkos, szexuális ragadozó démonnal, a Succubusszal, amely elszívja a férfiak tesztoszteronját. Amikor varázslatot mondanak, abban a reményben, hogy megtalálják, majd elpusztítják a succubust, Prue-t férfivá változtatja. |     |                                                        |                    |                                                                                     |                                         |             |
| 28. | 6.  | A varázspálca (That Old Black Magic)                   | James L. Conway    | Valerie Mayhew & Vivian Mayhew                                                      | 1999. november 11. 2004. augusztus 4.   | 5,87 millió |
| Egy filmes diákhármas egy szívrabló gonosz boszorkány, Tuatha áldozatává válik, aki több mint kétszáz éves sírboltjából megszökve a pálcájára vadászik. Leo visszatér, hogy segítsen a pálcát az egyetlen ember kezébe juttatni, aki jóra tudja használni a pálcát, a Kiválasztott kezébe, és összefut Pipával, akinek új szerelme van: Dan. Próbálják félretenni a kínos helyzetet, Leo, Piper és Phoebe megtalálják a Kiválasztottat, akiről kiderül, hogy egy vonakodó tinédzser, Kyle, míg Prue belebotlik a pálcába. Leo figyelmeztetéseit figyelmen kívül hagyva a nővérek megpróbálják megtalálni és legyőzni a boszorkányt, és épphogy megússzák élve. Csak a Prue által összeállított hamis bátorságital védi meg őket, Kyle pedig megmenti a helyzetet, és a pálca segítségével elpusztítja a gonosz boszorkányt. A győzelem keserédessé válik, amikor Leo szembesül Piper döntésével, hogy véget vet nehéz románcuknak, és újat kezd Dannel.                                                                         |     |                                                        |                    |                                                                                     |                                         |             |
| 29. | 7.  | A gondolatolvasás igézete (They're Everywhere)         | Mel Damski         | Sheryl J. Anderson                                                                  | 1999. november 18. 2004. augusztus 5.   | 6,64 millió |
| Egy csapat tudást lopó warlock levadászik egy Eric (Misha Collins) nevű fiatalembert, aki felfedezte a világ egyik legnagyobb hatalomforrásának, az Akasha feljegyzéseknek a helyét. Eközben Prue-nak Jack Sheridannel (Lochlyn Munro) van dolga. |     |                                                        |                    |                                                                                     |                                         |             |
| 30. | 8.  | A múlt ismétli önmagát (P3 H2O)                        | John Behring       | Chris Levinson & Zack Estrin                                                        | 1999. december 9. 2004. augusztus 6.    | 6,35 millió |
| Prue-nak, akit az a trauma sújtott, hogy gyermekkorában szemtanúja volt édesanyja vízbe fulladásának, szembe kell néznie legnagyobb félelmével, hogy a nővérek elpusztíthassanak egy vízdémont, amikor újra ellátogatnak abba az ifjúsági táborba, ahol édesanyjuk rejtélyes módon megfulladt. Eközben találkoznak egy idegennel anyjuk múltjából, akiről kiderül, hogy az egykori Fényőr, Sam Wilder, akiről kiderül, hogy egyben a titkos szeretője is volt. |     |                                                        |                    |                                                                                     |                                         |             |
| 31. | 9.  | A félelem ura visszatér (Ms. Hellfire)                 | Craig Zisk         | Történet: Constance M. Burge Tévéjáték: Constance M. Burge & Sheryl J. Anderson     | 2000. január 13. 2004. augusztus 7.     | 5,72 millió |
| A nővérek ellen elkövetett merénylet arra kényszeríti Prue-t, hogy álcázza magát a nőnek, aki megpróbálta megölni őket, akit Ms. Hellfire néven ismernek. Miközben beépül, romantikus kapcsolatba kerül Bane Jessuppal (Antonio Sabato Jr.), aki felbérelte az eredeti Ms. Hellfire-t. |     |                                                        |                    |                                                                                     |                                         |             |
| 32. | 10. | Veszélyben Ámor (Heartbreak City)                      | Michael Zinberg    | David Simkins                                                                       | 2000. január 20. 2004. augusztus 10.    | 7,04 millió |
| Egy Drasi nevű démon ellopja Ámor gyűrűjét, amellyel a párokat összehozza, hogy szétszakítsa őket. Most Ámornak meg kell győznie Halliwelléket, hogy segítsenek neki visszaszerezni, mielőtt Drasi minden kapcsolatot tönkretesz, és ezzel megöli Ámort. |     |                                                        |                    |                                                                                     |                                         |             |
| 33. | 11. | Gyerek a háznál (Reckless Abandon)                     | Craig Zisk         | Javier Grillo-Marxuach                                                              | 2000. január 27. 2004. augusztus 11.    | 7,48 millió |
| A nővéreknek meg kell találniuk a módját, hogyan győzzék le a szellemet, aki meg akarja ölni a család összes férfitagját, köztük az utolsó férfit, egy Matthew nevű kisbabát. |     |                                                        |                    |                                                                                     |                                         |             |
| 34. | 12. | A halál küszöbén (Awakened)                            | Anson Williams     | Valerie Mayhew & Vivian Mayhew                                                      | 2000. február 3. 2004. augusztus 12.    | 4,78 millió |
| Amikor Piper életveszélyes vírust kap el, ami miatt az intenzív osztályra kerül, Prue és Phoebe "ébresztő" varázslatot alkalmaznak, hogy megmentsék az életét. Mivel a varázslatot személyes haszonszerzés céljából használták, a nővérek nem tudnak többé aludni, és Piper betegsége ennek egyenes következményeként járvánnyá terjed. Eközben Prue felmond a Buckland's-ben, Phoebe pedig beiratkozik a főiskolára. A nővérek visszafordítják a varázslatot, Leo pedig meggyógyítja Pipert a felettesei akarata ellenére, akik felfüggesztik őt a Fényőrként végzett munkájából. |     |                                                        |                    |                                                                                     |                                         |             |
| 35. | 13. | Állati ösztönök (Animal Pragmatism)                    | Don Kurt           | Chris Levinson & Zack Estrin                                                        | 2000. február 10. 2004. augusztus 13.   | 5,28 millió |
| Egy csapat magányos halandó nő Phoebe főiskolai osztályában olyan varázslatot alkalmaz, amely három állatot (egy kígyót, egy disznót és egy nyulat) emberré változtat, akik pusztítást végeznek a városban. Eközben Prue úgy alkalmazkodik a munkanélküli élethez, hogy a klubban segít. |     |                                                        |                    |                                                                                     |                                         |             |
| 36. | 14. | Kísért a múlt (Pardon My Past)                         | John Paré          | Michael Gleason                                                                     | 2000. február 17. 2004. augusztus 14.   | 4,96 millió |
| Phoebe átéli az egyik előző életének villanásait, amikor ő és a testvérei unokatestvérek voltak az 1920-as években. Ebben az előző életében azonban Phoebe gonosz és hataloméhes volt, és egy átkot kapott, amely hatással lehetett Phoebe jövőbeli életére. |     |                                                        |                    |                                                                                     |                                         |             |
| 37. | 15. | Küldj jelet! (Give Me A Sign)                          | James A. Contner   | Sheryl J. Anderson                                                                  | 2000. február 24. 2004. augusztus 17.   | 6,44 millió |
| Egy Litvack nevű démon megparancsolja a csatlósainak, hogy öljék meg Bane Jessupot, akit Prue segített rács mögé juttatni, amikor megpróbálta megöletni a Bűbájosokat. Bane elrabolja Prue-t, de csak a segítségét akarja. Eközben Phoebe varázslatot mond, amely jelet ad Pipernek, amikor az igaz szerelme kiválasztásáról van szó. |     |                                                        |                    |                                                                                     |                                         |             |
| 38. | 16. | Murphy törvénye (Murphy's Luck)                        | John Behring       | David Simkins                                                                       | 2000. március 30. 2004. augusztus 18.   | 5,58 millió |
| Miután Prue megakadályozza, hogy egy Maggie Murphy (Amy Adams) nevű nő öngyilkos legyen, egy Sötét Fényőr (Arnold Vosloo) átkot szór rá, amely depresszióba taszítja, ami az életébe kerülhet. |     |                                                        |                    |                                                                                     |                                         |             |
| 39. | 17. | A hiúság démona (How to Make a Quilt Out of Americans) | Kevin Inch         | Történet: Javier Grillo-Marxuach Tévéjáték: Javier Grillo-Marxuach & Robert Masello | 2000. április 6. 2004. augusztus 19.    | 4,66 millió |
| Három idős boszorkány, Gail, Helen és Amanda - egyikük a nővérek nagymamájának közeli barátnője - megidéz egy Cryto nevű démont, hogy visszaadja fiatalságukat. Cserébe azonban Cryto a Bűbájosok erejét akarja. |     |                                                        |                    |                                                                                     |                                         |             |
| 40. | 18. | Csak illúzió (Chick Flick)                             | Michael Schultz    | Zack Estrin & Chris Levinson                                                        | 2000. április 20. 2004. augusztus 23.   | 5,85 millió |
| Piper és Leo megpróbálnak normálisan randizni, de nehezen boldogulnak, mert Leo fényőr, Piper pedig boszorkány. Eközben az Illúzió Démonja horrorfilmek szereplőit kelti életre, köztük Bloody Mary-t, hogy megpróbálja megölni a Bűbájosokat. Legnagyobb szövetségesük Phoebe gyerekkori szerelme; egy régi filmes figura, Billy (Chris Payne Gilbert). |     |                                                        |                    |                                                                                     |                                         |             |
| 41. | 19. | Ex libris (Ex Libris)                                  | Joel J. Feigenbaum | Történet: Peter Chomsky Tévéjáték: Brad Kern                                        | 2000. április 27. 2004. augusztus 24.   | 4,34 millió |
| A nővéreknek meg kell találniuk a Libris nevű démont, aki Phoebe egyik osztálytársa, Charlene (Rebecca Cross) meggyilkolásáért felelős, mert a lány közel járt ahhoz, hogy bebizonyítsa, hogy démonok léteznek. Eközben Dan rájön, hogy Leo korábban nős volt, és úgy dönt, hogy a saját kezébe veszi az ügyet, míg Prue megpróbál segíteni egy férfinak (Cleavant Derricks), aki a lánya meggyilkolásának szemtanúját keresi. Fellép a Goo Goo Dolls. |     |                                                        |                    |                                                                                     |                                         |             |
| 42. | 20. | Asztrálmajom (Astral Monkey)                           | Craig Zisk         | Történet: Constance M. Burge Tévéjáték: Constance M. Burge & David Simkins          | 2000. május 4. 2004. augusztus 25.      | 4,54 millió |
| Prue arca bekerül a tévébe, mert a paparazzók által készített képek elhitetik az emberekkel, hogy egy népszerű színésszel randizik. Eközben az orvos, aki Piper-t kezelte, amikor súlyos beteg volt, felfedezi és megszerzi a nővérek képességeit. Miután a most már benne lévő mágia megzavarja, szadista szervkereskedelembe kezd, és az utcán élő bűnözőket veszi célba. |     |                                                        |                    |                                                                                     |                                         |             |
| 43. | 21. | Az apokalipszis lovasai (Apocalypse Not)               | Michael Zinberg    | Történet: Sanford Golden Tévéjáték: Sheryl J. Anderson                              | 2000. május 11. 2004. augusztus 26.     | 4,38 millió |
| Amikor a Halliwellék megpróbálják elpusztítani az Apokalipszis Négy Lovasát, és egy elpusztító varázslat balul sül el, Prue és az egyik Lovas egy örvényben rekednek. Piper és Phoebe a három megmaradt Lovas segítségét kérik, hogy kiszabadítsák Prue-t és a negyedik Lovast, mielőtt az örvény bezárul. |     |                                                        |                    |                                                                                     |                                         |             |
| 44. | 22. | Vigyázz, mit kívánsz! (Be Careful What You Witch For)  | Shannen Doherty    | Történet: Brad Kern Tévéjáték: Chris Levinson & Zack Estrin & Brad Kern             | 2000. május 18. 2004. augusztus 27.     | 5,01 millió |
| Egy dzsinn, akit a gonosz "Tanács" és egy sárkánymágus alkalmaz, hogy ellopja a nővérek erejét, felajánlja, hogy minden nővérnek teljesíti egy kívánságát, amire a legjobban vágyik. Amikor azonban visszautasítják, a dzsinn rászedi őket a kívánságra, aminek következtében Phoebe kontrollálhatatlan erőre tesz szert, Prue meghal, és Dan gyorsan öregszik, aki végül megtudja Piper titkát. |     |                                                        |                    |                                                                                     |                                         |             |

## 3. évad (2000–2001)
| Sor. | Év. | Cím                                                     | Rendező            | Író                                                                             | Premier                                | Nézettség   |
| --- | --- | ------------------------------------------------------- | ------------------ | ------------------------------------------------------------------------------- | -------------------------------------- | ----------- |
| 45. | 1.  | Az államügyész (The Honeymoon's Over)                   | James L. Conway    | Brad Kern                                                                       | 2000. október 5. 2004. augusztus 30.   | 7,65 millió |
| Míg Piper és Leo egy hónapig távol van, hogy meglátogassa az Égieket, Prue-nak és Phoebe-nek szembe kell néznie az Őrzők nevű démonokkal, akik az áldozataik lelkéért cserébe segítenek a halandó gyilkosoknak szabadon távozni. Miután megmentették Darrylt egy Őrzőtől, Prue-nak és Phoebe-nek tanúskodnia kell a bíróságon, ahol később kiderül, hogy a bíró és az összes többi ember a tárgyalóteremben démonok. Phoebe beleszeret a kerületi ügyészbe, Cole Turnerbe (Julian McMahon), azonban nem tudja, hogy a férfi egy démon, akit a Triád küldött, hogy megölje a Bűbájosokat. Eközben Piper és Leo visszatérnek, és felfedik, hogy az Égiek azt akarják, hogy fejezzék be a kapcsolatukat, különben a nővérek új Fényőrzőt kapnak. Leo azonban úgy dönt, hogy titokban megkéri Piper kezét. |     |                                                         |                    |                                                                                 |                                        |             |
| 46. | 2.  | Napfogyatkozás (Magic Hour)                             | John Behring       | Zack Estrin & Chris Levinson                                                    | 2000. október 12. 2004. augusztus 31.  | 5,10 millió |
| A nővéreknek segíteniük kell egy fiatalembernek, aki nappal bagollyá változik, és barátnőjének, aki éjjel farkassá változik. A két szerelmespárt megátkozta a nő warlock főnöke, aki feloldja az átkot, amint a nő enged neki, vagy amikor "nappalon belüli éjszaka" van. Eközben Piper és Leo megpróbálják megtalálni a módját annak, hogy elrejtsék az esküvőjüket az Égiek elől. Végül azonban rájönnek az esküvőre, és a szertartás alatt eltüntetik Leót. |     |                                                         |                    |                                                                                 |                                        |             |
| 47. | 3.  | Egyszer volt, hol nem volt (Once Upon a Time)           | Joel J. Feigenbaum | Krista Vernoff                                                                  | 2000. október 19. 2004. szeptember 1.  | 5,37 millió |
| Míg Piper azon aggódik, hogy Leo soha nem tér vissza, Prue és Phoebe megpróbálnak megmenteni egy Kate nevű kislányt és egy Thistle nevű tündérhercegnőt a gonosz trolloktól, akik el akarják fogni a hercegnőt. Amikor Prue-nak és Phoebe-nek szüksége van Piper segítségére, a Leo iránti aggodalma miatt egy varázslat visszafelé sül el, és Kate még nagyobb veszélybe kerül. Eközben Cole, aki démoni alakjában, Belthazorban jelenik meg, megpróbálja ellopni az Árnyak könyvét. |     |                                                         |                    |                                                                                 |                                        |             |
| 48. | 4.  | Minden boszorkák éjszakája (All Halliwell's Eve)        | Anson Williams     | Sheryl J. Anderson                                                              | 2000. október 26. 2004. szeptember 2.  | 6,63 millió |
| Halloweenkor egy Eva (Clare Carey) nevű, az 1600-as évekből származó helyi boszorkányszövetség vezetője visszahívja a nővéreket az időben, hogy megmentsenek egy Charlotte nevű boszorkányt (Sadie Stratton) és hamarosan megszülető gyermekét egy Ruth Cobb nevű gonosz boszorkánytól (Judy Geeson), aki gonoszként akarja felnevelni a gyermeket. Később kiderül, hogy a méhében lévő gyermek a nővérek őse, Melinda Warren, és Cole visszautazik az időben, hogy elkapja őt születésekor. Eközben a jelenben Leo és Darryl megpróbálnak megküzdeni két Grimlockkal, akiket a Bűbájosok egyszer már legyőztek, de a Halloween ereje visszahozta őket. |     |                                                         |                    |                                                                                 |                                        |             |
| 49. | 5.  | Démonok és emberek (Sight Unseen)                       | Perry Lang         | William Schmidt                                                                 | 2000. november 2. 2004. szeptember 3.  | 5,72 millió |
| Prue megszállottan szeretne többet megtudni a Triádról, és azt hiszi, hogy támadást indítanak, amikor a házba betörnek, és személyes tárgyai eltűnnek. Piper nem tud koncentrálni, amikor Leóval romantikus környezetben van, mert attól fél, hogy az Égiek mindig figyelik őket. Eközben Cole rájön, hogy egy Troxa nevű démon megpróbálja megölni a nővéreket. |     |                                                         |                    |                                                                                 |                                        |             |
| 50. | 6.  | Az érző (Primrose Empath)                               | Mel Damski         | Daniel Cerone                                                                   | 2000. november 9. 2004. szeptember 6.  | 6,09 millió |
| Prue akaratlanul követi a Cole által elhelyezett jeleket, és kapcsolatba kerül egy ártatlannak tűnő, bezárkózott Vinceres-szel, aki nem hajlandó elhagyni a lebontásra váró lakását. A férfinak elviselhetetlen fájdalommal kell szembenéznie, amit az a képessége okoz, hogy a város összes érzelmét át tudja érezni. Miután megtudja, hogy a férfi egy Érző, varázslatot alkalmaz, hogy megszabadítsa a férfit az erejétől, de az átragad rá. Prue-nak később elmondják, hogy a férfi egy démon, akinek ezt az erőt átokként adták, ami miatt képtelen boszorkányokat vagy ártatlanokat zsákmányolni. A lány majdnem megőrül, mert hordozza ezt az ajándékot, amit nem neki szántak. De Prue végül legyőzi, felerősítve a Vinceres által érzett fájdalmat, végül a testébe asztrálprojekciózva magát elpusztítja őt. |     |                                                         |                    |                                                                                 |                                        |             |
| 51. | 7.  | Testvérviszály (Power Outage)                           | Craig Zisk         | Monica Breen & Alison Schapker                                                  | 2000. november 16. 2004. szeptember 7. | 5,87 millió |
| Cole megpróbálja elpusztítani a Bűbájosokat, ezért Andras segítségét kéri, aki egy démon, aki a fel tudja fokozni a haragot. Eközben, amikor a nővérek elveszítik a mágiájukat, miután egymás ellen használják az erejüket, védtelenek maradnak a Triád és Belthazor támadásaival szemben. |     |                                                         |                    |                                                                                 |                                        |             |
| 52. | 8.  | Belthazor (Sleuthing with the Enemy)                    | Noel Nosseck       | Peter Hume                                                                      | 2000. december 14. 2004. szeptember 8. | 5,83 millió |
| Amikor a nővérek felfedezik, hogy Cole Belthazor (Michael Bailey Smith), Phoebe-nek élete egyik legnehezebb döntését kell meghoznia: vagy legyőzi a barátját, vagy életben tartja az egyik legveszélyesebb démont. |     |                                                         |                    |                                                                                 |                                        |             |
| 53. | 9.  | Palackba zárt szellem (Coyote Piper)                    | Chris Long         | Krista Vernoff                                                                  | 2001. január 11. 2004. szeptember 9.   | 5,12 millió |
| Prue-nak és Phoebe-nek nem lesz könnyű dolga, amikor Piper-t megszállja a Terra nevű gonosz szellem, a középiskolai osztálytalálkozó napján. |     |                                                         |                    |                                                                                 |                                        |             |
| 54. | 10. | Ha eljő a jégkrémes (We All Scream for Ice Cream)       | Allan Kroeker      | Chris Levinson & Zack Estrin                                                    | 2001. január 18. 2004. szeptember 10.  | 5,44 millió |
| A nővérek egy titokzatos fagylaltos furgon üzemeltetőjének nyomába erednek, aki gyerekeket rabol el, de a gonosz nem az, akire kezdetben gyanakodnak. Közben a lányok apja, Victor meglátogatja őket. |     |                                                         |                    |                                                                                 |                                        |             |
| 55. | 11. | Fényőrzők klubja (Blinded by the Whitelighter)          | David Straiton     | Nell Scovell                                                                    | 2001. január 25. 2004. szeptember 13.  | 5,44 millió |
| A nővéreknek meg kell akadályozniuk, hogy a warlock Eames (Steve Valentine) végrehajtsa a tervét, hogy különleges erőket lopjon el a boszorkányoktól, és ezzel megpróbálja megölni a világ összes Fényőrét. |     |                                                         |                    |                                                                                 |                                        |             |
| 56. | 12. | Modern Faustok (Wrestling with Demons)                  | Joel J. Feigenbaum | Sheryl J. Anderson                                                              | 2001. február 1. 2004. szeptember 14.  | 5,99 millió |
| Prue felfedezi, hogy egykori főiskolai barátját a démonná válás útján vezetik, és a nővéreknek életüket kell kockáztatniuk egy alvilági birkózó ringben, hogy megmentsék a lelkét. |     |                                                         |                    |                                                                                 |                                        |             |
| 57. | 13. | Menyasszony, vőlegény (Bride and Gloom)                 | Chris Long         | William Schmidt                                                                 | 2001. február 8. 2004. szeptember 15.  | 5,37 millió |
| Amikor egy alakváltó warlock ráveszi Prue-t egy esküvőre, hogy ellopja az Árnyak könyvét, Phoebe és Piper a sötét oldalra csábulnak, és élvezni kezdik új, gonosz erejüket. |     |                                                         |                    |                                                                                 |                                        |             |
| 58. | 14. | Feltámad a vadnyugat (The Good, The Bad and The Cursed) | Shannen Doherty    | Monica Breen & Alison Schapker                                                  | 2001. február 15. 2004. szeptember 16. | 5,15 millió |
| Phoebe átérzi egy Bo nevű sérült indián őslakos fájdalmát, aki egy elhagyatott város időhurokjában rekedt, amelyet meglátogat. Prue és Cole belépnek az 1800-as évek közepén megrekedt időhurokba, hogy megmentsék Bót és Phoebe-t a helyi gengszter általi haláltól, és megtörjék az időhurkot. |     |                                                         |                    |                                                                                 |                                        |             |
| 59. | 15. | Az esküvő (Just Harried)                                | Mel Damski         | Daniel Cerone                                                                   | 2001. február 22. 2004. szeptember 17. | 5,89 millió |
| Piper és Leo esküvőjének napján Prue asztrálisan kivetített énje gátlástalan, vad személyiséget ölt, ami azzal fenyeget, hogy tönkreteszi az esküvőt, és gyilkosságért börtönbe kerül. |     |                                                         |                    |                                                                                 |                                        |             |
| 60. | 16. | Elragad a halál (Death Takes a Halliwell)               | Jon Paré           | Krista Vernoff                                                                  | 2001. március 15. 2004. szeptember 20. | 5,42 millió |
| Prue, aki egyre jobban belefárad az ártatlanok megmentéséért folytatott harcaiba és a halál angyala elleni küzdelembe, kénytelen hátat fordítani egy haldokló léleknek, és meg kell birkóznia a sorssal és édesanyja halálával kapcsolatos érzéseivel. |     |                                                         |                    |                                                                                 |                                        |             |
| 61. | 17. | Boldog békeidők (Pre-Witched)                           | David Straiton     | Chris Levinson & Zack Estrin                                                    | 2001. március 22. 2004. szeptember 21. | 5,19 millió |
| Miközben a nővéreknek meg kell küzdeniük a különválás lehetőségével, mivel Piper és Leo azt tervezik, hogy egyedül költöznek el, felidéznek egy olyan időszakot, amikor még nem tudták, hogy ők a Bűbájosok, amikor a lányok a Nagyi halálát és Phoebe New Yorkba való távozását dolgozták fel. |     |                                                         |                    |                                                                                 |                                        |             |
| 62. | 18. | Bűnös város (Sin Francisco)                             | Joel J. Feigenbaum | Nell Scovell                                                                    | 2001. április 19. 2004. szeptember 22. | 4,03 millió |
| Egy Lucas nevű démon, aki a Hét Halálos Bűnt használja a Bűbájosok ellen. Phoebe-t megfertőzi a bujaság, Prue-t a büszkeség, Piper-t a falánkság, Leo-t pedig a lustaság. Kiderül, hogy azok, akiket megfertőzött valamelyik bűn, a fertőzés természetéből adódóan önpusztítók lehetnek. |     |                                                         |                    |                                                                                 |                                        |             |
| 63. | 19. | Testvériség (The Demon Who Came in from the Cold)       | Anson Williams     | Sheryl J. Anderson                                                              | 2001. április 26. 2004. szeptember 23. | 3,46 millió |
| Cole Belthazornak adja ki magát, hogy beszivárogjon egy gonosz által irányított internetes szervezetbe, amely a világ internetes információáramlását akarja irányítani. Eközben a nővéreknek el kell pusztítaniuk a cég vezetőjének álcázott warlockot anélkül, hogy lelepleznék Cole szerepét a helyzetben. |     |                                                         |                    |                                                                                 |                                        |             |
| 64. | 20. | Nincs visszaút (Exit Strategy)                          | Joel J. Feigenbaum | Történet: Peter Hume Tévéjáték: Peter Hume & Daniel Cerone                      | 2001. május 3. 2004. szeptember 24.    | 4,07 millió |
| A gonosz Testvériség azt tervezi, hogy szabotálja Cole és Phoebe kapcsolatát, hogy megpróbálja visszafordítani őt a gonosz felé. Eközben Piper új képességet fejleszt ki: képes felgyorsítani a molekulákat egy tárgyban, és felrobbantani azt. |     |                                                         |                    |                                                                                 |                                        |             |
| 65. | 21. | A banshee (Look Who's Barking)                          | John Behring       | Történet: Curtis Kheel Tévéjáték: Curtis Kheel & Monica Breen & Alison Schapker | 2001. május 10. 2004. szeptember 27.   | 4,68 millió |
| Phoebe-nek látomása van arról, hogy egy fiatal nőt egy telefonfülkében megöl egy démon, miközben az Árnyak könyve Belthazor-szakaszát egészíti ki, ezért azt hiszi, hogy Cole a felelős. A nővérek azonban rájönnek, hogy ez a gyilkosság nem Cole mintáját követi. Piper megtudja, hogy valójában a hátoldalon lévő démon a felelős; egy Banshee. A nővérek ezután egy varázsigét alkalmaznak a banshee felkutatására, amely Prue-t kutyává változtatja, de Prue-t elüti egy autó. A sofőr hazaviszi, hogy ápolhassa, ezzel kivonva őt az akcióból. Amikor a banshee megtámadja a Halliwell-házat, meglepi Phoebe-t a padláson, és mivel érzi a lány mérhetetlen fájdalmát - amiből a banshee táplálkozik - Cole árulása miatt, rásikít. Később kiderül, hogy bár ez a sikoly a halandókat megölné, a boszorkányokra egészen más hatással van: őket is Banshee-vé változtatja. Piper felrobbantja a Banshee-t, de már késő, Phoebe már Banshee-vé változott. Leo figyelmezteti Pipert, hogy ha Phoebe öl, örökre Banshee marad. |     |                                                         |                    |                                                                                 |                                        |             |
| 66. | 22. | A vég (All Hell Breaks Loose)                           | Shannen Doherty    | Brad Kern                                                                       | 2001. május 17. 2004. szeptember 28.   | 5,26 millió |
| Prue és Piper egy orvost visznek a házba, hogy megvédjék egy Shax nevű, hatalmas démoni bérgyilkostól, akit a Forrás küldött. Amikor Shax betör a házba, áthajítja Prue-t és Pipert egy falon, aminek következtében majdnem meghalnak, amíg Leo megérkezik, és elég ideje van meggyógyítani őket. Phoebe egy megsemmisítő varázslatot alkalmaz Shaxon, de az nem öli meg. Miközben Shaxot keresik az utcán, Prue-t és Pipert élő adásban kapják lencsevégre, amint használják az erejüket, így leleplezik magukat boszorkányokként. Phoebe az alvilágba megy, hogy megtalálja Cole-t, és ott kénytelenek alkut kötni Tempusszal, hogy visszautazzanak az időben azelőttre, hogy kiderült volna, hogy létezik mágia. Sikeresen visszautaznak, de Phoebe, Cole és Leo csapdába esnek az Alvilágban, Prue és Piper pedig eszméletlenül fekszenek a padlón, amikor Shax az első támadása során elbánt velük. |     |                                                         |                    |                                                                                 |                                        |             |

## 4. évad (2001–2002)
| Sor. | Év. | Cím                                                 | Rendező             | Író                                                          | Premier                               | Nézettség   |
| --- | --- | --------------------------------------------------- | ------------------- | ------------------------------------------------------------ | ------------------------------------- | ----------- |
| 67. | 1.  | Újra hárman 1. rész (Charmed Again: Part 1)         | Michael Schultz     | Brad Kern                                                    | 2001. október 4. 2004. szeptember 29. | 5,97 millió |
| Leo megmentette Pipert, de Prue-t nem tudta meggyógyítani. Pipernek és Phoebe-nek most meg kell birkóznia idősebb nővérük elvesztésével és a Hármak Erejének elvesztésével. A Forrás azonban felfedez egy ismeretlen féltestvért, Paige Matthews-t, Patty és a Fényőr, Sam lányát, akit eddig rejtve tartottak. Paige, az immár legfiatalabb Halliwell visszaállíthatja a Hármak Erejét, és újra egyesítheti a nővérek boszorkányi erejét. Pipernek és Phoebe-nek meg kell találnia Paige-t, hogy elpusztítsák a Shax nevű démont, és megakadályozzák, hogy a Forrás előbb érje el őt, így újra a Bűbájosokká válhatnak, és újra létrejöhet a Hármak Ereje. Egy 48 órás időkeret fenyegeti a Bűbájosok létezését, mivel Paige-nek választania kell, hogy melyik oldalt szolgálja, ezt a hibát a Forrás kihasználja, hogy Paige-t a gonosz oldalra csábítsa. |     |                                                     |                     |                                                              |                                       |             |
| 68. | 2.  | Újra hárman 2. rész (Charmed Again: Part 2)         | Mel Damski          | Brad Kern                                                    | 2001. október 4. 2004. szeptember 30. | 5,97 millió |
| Egy 48 órás időkeret fenyegeti a Bűbájosok létezését, mivel Paige-nek választania kell, hogy melyik oldalt szolgálja, ezt a hibát a Forrás kihasználja, hogy Paige-t a gonosz oldalra csábítsa. |     |                                                     |                     |                                                              |                                       |             |
| 69. | 3.  | A fúria (Hell Hath No Fury)                         | Chris Long          | Krista Vernoff                                               | 2001. október 11. 2004. október 1.    | 5,03 millió |
| Paige magával viszi az Árnyak könyvét a munkahelyére, hogy olyan varázslatokat mondjon, amelyek segítenek a munkatársain. Eközben Piper, akit Prue halála és Paige legutóbbi tettei miatt düh tölt el, a Fúriák nevű természetfeletti igazságosztó banda tagjává válik. |     |                                                     |                     |                                                              |                                       |             |
| 70. | 4.  | Testcsere (Enter the Demon)                         | Joel J. Feigenbaum  | Daniel Cerone                                                | 2001. október 18. 2004. október 4.    | 5,74 millió |
| Paige nagy baklövést követ el, amikor gondatlanul bájitalokat kever Piper számára, miközben titokban azt kívánja, bárcsak Phoebe helyében lenne, aki harcra készül, és végül testet cserél Phoebe-vel. Miközben a két nővér megpróbálja visszafordítani a varázslatot, és küzdenek egymás erejének hasznosításáért, meg kell küzdeniük egy zen mester nagyhatalmú tanítványával, aki gonosszá vált a mentora ellen, és megnyitotta a két világ közötti átjárót. |     |                                                     |                     |                                                              |                                       |             |
| 71. | 5.  | A méret a lényeg (Size Matters)                     | Noel Nosseck        | Nell Scovell                                                 | 2001. október 25. 2004. október 5.    | 5,29 millió |
| Phoebe és Piper nem veszik komolyan Paige-et, amikor a lánynak furcsa megérzései támadnak egy hátborzongató régi házzal kapcsolatban, aminek következtében Phoebe egy Gammill (Robert Englund) nevű visszataszító démon karmai közé kerül, és erőtlen öt centire zsugorodik. Amikor Paige és Piper is besétál a démon csapdájába, a gyűjteménye teljes. |     |                                                     |                     |                                                              |                                       |             |
| 72. | 6.  | Álmaim lovagja (A Knight to Remember)               | David Straiton      | Alison Schapker & Monica Breen                               | 2001. november 1. 2004. október 6.    | 4,69 millió |
| Paige kedvenc (saját maga által kitalált) gyerekkori meséje - amelynek egyes részeit soha nem emlékezett, hogy fel tudta volna idézni - hirtelen valósággá válik, és szemtől szembe kerül a középkori Gonosz Varázslónő korábbi életével, és egy fényes páncélú lovag karjaiba kerül. Phoebe és Piper visszamennek az időben, hogy legyőzzék a Gonosz Varázslónőt, és végül a sötét középkor csapdájába esnek, így Paige-re és Leóra marad a megmentésük. Piper és Phoebe ugyanakkor időnként meg kell küzdenie egy elektromos démonnal, aki gyötri őket, de a Hármak Ereje varázslatra van szükségük ahhoz, hogy elpusztítsák. Piper és Phoebe azt az ötletet vetik fel Paige-nek, hogy költözzön be a házba. |     |                                                     |                     |                                                              |                                       |             |
| 73. | 7.  | Agymosás (Brain Drain)                              | John Behring        | Curtis Kheel                                                 | 2001. november 8. 2004. október 7.    | 4,75 millió |
| Miután Cole figyelmeztette a kaméleon démonra, Piper békeszerződést akar adni a Forrásnak. Amikor Piper, Phoebe és Paige elindulnak, hogy legyőzzék a démont A Forrás elrabolja Pipert és agymosást végez rajta. A Forrás mély kómába küldi Pipert, ahol egy Alastair nevű démonnak köszönhetően egy alternatív valóságot érzékel. Piper alternatív valóságában mindenki a legmélyebb vágyára játszik. Phoebe-nek és Paige-nek meg kell találnia a módját, hogy visszahozzák őt a valóságba, és megmentsék attól, hogy feladja az erejét, amíg ő téveszmékben van. Leo végül eljön és meggyógyítja Piper elméjét, ami visszahozta őt a valóságba. |     |                                                     |                     |                                                              |                                       |             |
| 74. | 8.  | Fekete, mint Cole (Black as Cole)                   | Les Landau          | Történet: Abbey Campbell Tévéjáték: Brad Kern & Nell Scovell | 2001. november 15. 2004. október 8.   | 5,10 millió |
| Miközben Phoebe a férfi házassági ajánlatán töpreng, szembenéz belső démonaival, miközben szembesül Cole démoni múltjával is, amikor a testvériség démona felbukkan, és boszorkányokat gyilkol, Cole ügyészi cselét utánozva. Az áldozat, akinek vőlegényét Cole ölte meg, bosszút akar állni Cole démonán. Az ügyész elcsalja a boszorkányt, és felfedi valódi kilétét, a Sikes nevű démont, aki pontosan úgy néz ki, mint Belthazar. Cole-nak teljesen magáévá kell tennie démoni oldalát, hogy megölhesse Sikes-t. Hogy visszahozzák Cole emberségét, végül megfosztják az erejétől. Eközben Paige arra bátorítja Pipert és Leót, hogy tegyék próbára, hogy készen állnak-e arra, hogy szülőkké váljanak. |     |                                                     |                     |                                                              |                                       |             |
| 75. | 9.  | A múzsa csókja (Muse to My Ears)                    | Joel J. Feigenbaum  | Krista Vernoff                                               | 2001. december 13. 2004. október 11.  | 4,51 millió |
| Phoebe-nek, Paige-nek és Pipernek meg kell állítania a warlockokat, akik rabszolgasorba taszítják a világ múzsáit, hogy isteni kreatív ihletüket gonoszságra használják. A támadás közepette Cole ingerült lesz amiatt, hogy Phoebe visszautasította a házassági ajánlatát, és aggódik, hogy démoni képességei nélkül nem tudja többé megvédeni élete szerelmét. |     |                                                     |                     |                                                              |                                       |             |
| 76. | 10. | Nagy szellemek találkozása (A Paige from the Past)  | James L. Conway     | Daniel Cerone                                                | 2002. január 17. 2004. október 12.    | 3,42 millió |
| Leo vezetésével Paige visszamegy az időben a tinédzserkorába, hogy megpróbálja feloldani a szülei halálát okozó balesettel kapcsolatos érzéseit. Eközben Pipernek meg kell akadályoznia, hogy a Phoebe és Cole testébe költözött szellemek beteljesítsék küldetésüket. |     |                                                     |                     |                                                              |                                       |             |
| 77. | 11. | Varázslatos tárgyalás (Trial by Magic)              | Scott Laughlin      | Michael Gleason                                              | 2002. január 24. 2004. október 13.    | 4,15 millió |
| Miközben Phoebe egy gyilkossági per esküdtjeként dolgozik, egy látomása azt mutatja, hogy a vádlott ártatlan, annak ellenére, hogy elsöprő bizonyítékok szólnak ellene. Miközben ő kétségbeesetten húzza az esküdtszékben az időt, Piper, Paige és Leo kétségbeesetten próbálja megtalálni a valódi gyilkost, hogy időben kiszabadítsa a tévesen megvádolt férfit. |     |                                                     |                     |                                                              |                                       |             |
| 78. | 12. | Elveszve (Lost and Bound)                           | Noel Nosseck        | Nell Scovell                                                 | 2002. január 31. 2004. október 14.    | 3,89 millió |
| Amikor Paige rájön, hogy a 11 éves Tyler egy Tűzgyújtó boszorkány, a házba viszi őt biztonságba, de hamarosan rájön, hogy a nevelőszülei démoni fejvadászok, akik egy démonakadémiára akarják vinni, ahol a Forrás testőre lesz. Eközben Phoebe megkapja Cole-tól a nagyi jegygyűrűjét, de legnagyobb meglepetésükre a gyűrű meg van átkozva, hogy viselőjét hagyományos, ötvenes évekbeli külvárosi háziasszonnyá változtassa. |     |                                                     |                     |                                                              |                                       |             |
| 79. | 13. | Bűbájos és veszélyes (Charmed and Dangerous)        | Jon Paré            | Alison Schapker & Monica Breen                               | 2002. február 7. 2004. október 15.    | 4,74 millió |
| A Forrás megszegi a jó és a rossz közötti ősi megállapodást, és ellopja a Sivárt, egy ősi erőt, amellyel elszívja Piper és Paige erejét. Eközben Phoebe-nek engednie kell, hogy Cole segítsen nekik, annak ellenére, hogy látomása szerint Cole feláldozza az életét, hogy megmentse őt a gonosztól, de a látomás mögött több van, amit Phoebe nem lát. A Bűbájosok elpusztítják a Forrást. |     |                                                     |                     |                                                              |                                       |             |
| 80. | 14. | Phoebe három arca (The Three Faces of Phoebe)       | Joel J. Feigenbaum  | Curtis Kheel                                                 | 2002. február 14. 2004. október 18.   | 4,66 millió |
| Phoebe megijed a Cole-hoz való hozzámenéstől, és varázsigét mond, amely következtében megjelenik a fiatal, ártatlan Phoebe és az öreg, cinikus Phoebe a házban, hogy segítsen neki a döntés meghozatalában. Eközben, miközben Cole elborzadva tapasztalja, hogy a Forrás immár az egész lényét átveszi, a Forrás legfőbb riválisát, aki halottnak hiszi magát, a Látó meggyőzi, hogy ölje meg a Bűbájosokat, hogy elnyerje az egész Alvilág hűségét. |     |                                                     |                     |                                                              |                                       |             |
| 81. | 15. | Esküvői bonyodalmak (Marry-Go-Round)                | Chris Long          | Daniel Cerone                                                | 2002. március 14. 2004. október 19.   | 4,48 millió |
| Miközben Phoebe az esküvőjére készül, egyáltalán nem tudja, hogy a Forrás átvette Cole testét. Eközben a Látó közli Cole-lal, hogy ha "sötét módon" feleségül veszi Phoebe-t, az biztosítja, hogy a leendő fiuk a valaha volt legerősebb, gonosz lény lesz. |     |                                                     |                     |                                                              |                                       |             |
| 82. | 16. | Az ötödik Halliwheel (The Fifth Halliwell)          | David Straiton      | Krista Vernoff                                               | 2002. március 21. 2004. október 20.   | 4,82 millió |
| Paige, aki boldog házasságban élő nővérei és azok férjei között ötödik keréknek érzi magát, szilárdan meg van győződve arról, hogy Cole még mindig gonosz. Cole, az új Forrás és a Látó titokban összeesküvést szőnek Phoebe teherbe ejtésére. Eközben a nővérek megpróbálnak megmenteni egy rovatvezetőt, miközben Cole az alvilági démoni kapcsolatai révén megpróbálja Paige-et félreállítani az útból. |     |                                                     |                     |                                                              |                                       |             |
| 83. | 17. | Leo közlegény megmentése (Saving Private Leo)       | John Behring        | Történet: Doug E. Jones Tévéjáték: Daniel Cerone             | 2002. március 28. 2004. október 21.   | 3,87 millió |
| Amikor Leo múltjának két szelleme visszatér, hogy bosszút álljon, Leo szembenéz a démonaival, és behódol, ami miatt Piper élete veszélybe kerül, és Paige-re hagyja a helyzet megoldását. Eközben Cole megpróbálja meggyőzni Phoebe-t, hogy saját otthonra van szükségük. |     |                                                     |                     |                                                              |                                       |             |
| 84. | 18. | Meg ne harapj (Bite Me)                             | John T. Kretchmer   | Curtis Kheel                                                 | 2002. április 18. 2004. október 22.   | 3,60 millió |
| Egy vámpírkirálynő megpróbálja trónfosztani Cole-t az alvilág uralkodójaként, és megpróbálja Paige-et a testvérei ellen fordítani azzal, hogy vámpírrá változtatja. Eközben Phoebe kezd rosszul lenni, és meglepő híreket kap. |     |                                                     |                     |                                                              |                                       |             |
| 85. | 19. | Cole, a nagy varázsló (We're Off to See the Wizard) | Timothy J. Lonsdale | Alison Schapker & Monica Breen                               | 2002. április 25. 2004. október 25.   | 4,18 millió |
| Phoebe elmondja Pipernek és Paige-nek, hogy terhes, és hogy Cole az apa. Eközben Piper és Paige összefog egy varázslóval (Armin Shimerman), hogy megakadályozzák az új Forrás koronázását, nem tudván, hogy az Cole, és Phoebe hamarosan az ő alvilági királynője lesz. |     |                                                     |                     |                                                              |                                       |             |
| 86. | 20. | Éljen soká a királynő (Long Live the Queen)         | Jon Paré            | Krista Vernoff                                               | 2002. május 2. 2004. október 26.      | 4,70 millió |
| Phoebe elfogadja az új szerepét Cole életében, de mégis egy ártatlan megmentésére indul, miután látomása támad, és még a testvérei segítségét is kéri a férfi védelmében. Piper mindent megtesz, hogy megvédje családját. |     |                                                     |                     |                                                              |                                       |             |
| 87. | 21. | Méhrabló (Womb Raider)                              | Mel Damski          | Daniel Cerone                                                | 2002. május 9. 2004. október 27.      | 4,98 millió |
| A Látó azt tervezi, hogy ellopja Phoebe születendő gyermekét, hogy felnevelhesse a gyermeket, hogy ő legyen a következő Forrás, és megakadályozza, hogy a trón egy másik démonra szálljon. Eközben a baba kezdi átvenni az irányítást Phoebe teste felett, ami veszélyesnek bizonyul Paige számára. |     |                                                     |                     |                                                              |                                       |             |
| 88. | 22. | És most merre? (Witch Way Now?)                     | Brad Kern           | Brad Kern                                                    | 2002. május 16. 2004. október 28.     | 5,22 millió |
| Amikor a Végzet Angyala felajánlja a nővéreknek, hogy a Minden Gonosz Forrásának legyőzéséért jutalmul lemondhatnak erejükről és normális életet élhetnek, döntésük háttérbe szorul. A nővérek megpróbálnak elkerülni egy FBI-ügynököt, aki megfigyelés alatt tartja őket, miközben Cole segélykéréseivel is foglalkoznak, aki egy másik világban rekedt, és Phoebe iránti szerelméhez ragaszkodik. Közben Piper megtudja, hogy terhes. |     |                                                     |                     |                                                              |                                       |             |

## 5. évad (2002–2003)
| Sor. | Év. | Cím                                                      | Rendező                             | Író                                                                             | Premier                                | Nézettség   |
| --- | --- | -------------------------------------------------------- | ----------------------------------- | ------------------------------------------------------------------------------- | -------------------------------------- | ----------- |
| 89. | 1.  | A tenger hívó szava, 1. rész (A Witch's Tail, part 1)    | James L. Conway                     | Daniel Cerone                                                                   | 2002. szeptember 22. 2004. október 29. | 6,32 millió |
| Piper, Phoebe és Paige Mylie (Jaime Pressly), az emberré vált sellő segítségére sietnek, amikor az egy gonosz tengeri boszorkánnyal kötött egyezség után a segítségüket kéri. Eközben Phoebe megpróbál elválni Cole-tól, mígnem a férfi felbukkan, és azt állítja, hogy vissza akarja kapni őt. Paige megpróbál bűbájosként és teljes értékű szociális munkásként is helytállni az új pozíciójában, Piper-nek pedig meg kell védenie a meg nem született babáját. |     |                                                          |                                     |                                                                                 |                                        |             |
| 90. | 2.  | A tenger hívó szava, 2. rész (A Witch's Tail, part 2)    | Mel Damski                          | Monica Breen & Alison Schapker                                                  | 2002. szeptember 22. 2004. november 2. | 6,32 millió |
| Piper, Paige és Leo azon fáradoznak, hogy meggyőzzék az immár sellővé vált Phoebe-t, hogy térjen vissza a Bűbájosok életébe, amikor az úgy dönt, hogy elúszik a Cole-lal kapcsolatos problémái elől. Eközben Piper varázsigét alkalmaz, hogy megszüntesse a pánikrohamát, de ahelyett, hogy szembenézne a félelmével, elnyomja azt, veszélybe sodorva ezzel magát és a babáját, amikor egy tengeri démon Phoebe nyomába ered. Hogy segítsen Phoebe-nek, Paige drasztikus lépéseket tesz, és Cole segítségét kéri. Később Phoebe közli Cole-lal, hogy közöttük mindennek vége, és aláírja a válási papírokat. |     |                                                          |                                     |                                                                                 |                                        |             |
| 91. | 3.  | Tündérmese (Happily Ever After)                          | John T. Kretchmer                   | Curtis Kheel                                                                    | 2002. szeptember 29. 2004. november 3. | 5,06 millió |
| Egy gonosz boszorkány csapdába ejti a nővéreket a klasszikus tündérmesék eltorzított változataiban, ahol Phoebe Hamupipőkeként részt vesz egy bálon és találkozik a szőke herceggel, Paige megízleli Hófehérke mérgezett almáját, Piper pedig Piroskaként találkozik egy nagy, gonosz farkassal. |     |                                                          |                                     |                                                                                 |                                        |             |
| 92. | 4.  | Szirénének (Siren's Song)                                | Joel J. Feigenbaum                  | Krista Vernoff                                                                  | 2002. október 6. 2004. november 4.     | 5,27 millió |
| Cole és Phoebe is a szirén zenei hipnotikus bűvkörébe kerül, aki zeneileg csalogatja és magához vonzza a férfiakat, és elbűvölően behálózza a feleségeiket, majd megöli őket, így Piper és Paige feladata, hogy kitalálják, hogyan menthetik meg Phoebe-t. Piper, aki dühös Leóra, mert az nem érti meg a terhességgel járó kihívásokat, és Leo, aki csalódott, amiért Piper nem érti meg, milyen feladatokkal jár a Fényőrség, a születendő gyermekükkel mágikusan kicserélik az erejüket. |     |                                                          |                                     |                                                                                 |                                        |             |
| 93. | 5.  | Szuperhős boszorkák (Witches in Tights)                  | David Straiton                      | Mark Wilding                                                                    | 2002. október 13. 2004. november 5.    | 4,95 millió |
| Egy fiatal fiú, Kevin (Andrew James Allen), akinek rajzai varázslatos módon életre kelnek, kénytelen olyan rajzot készíteni, amely egy démont szuper gonosszá változtat. Hogy segítsen a Bűbájosoknak megállítani a démont, a fiú egy új rajzot készít, amely Pipert, Phoebe-t és Paige-et képregényes szuperhősnőkké változtatja. Végül a gonosztevő hatalmas szupergonosszá változik, és a rajz széttépésével elveszi a Bűbájosok szupererejét. Kevin segítségével a Bűbájosoknak viszont sikerül megsemmisíteniük a szupererejét, Piper pedig felrobbantja őt. |     |                                                          |                                     |                                                                                 |                                        |             |
| 94. | 6.  | A szem (The Eyes Have It)                                | James Marshall                      | Laurie Parres                                                                   | 2002. október 20. 2004. november 8.    | 5,21 millió |
| Mivel Phoebe elvesztette az előrelátó képességét, egy jósnő tanácsát kéri, és egy látomásban megtudja, hogy egy Cree nevű démon egy cigánycsalád minden tagját meg fogja ölni. Eközben Piper orvoshoz akar fordulni a babájával kapcsolatban, de Leo aggódik a lelepleződés veszélye miatt. |     |                                                          |                                     |                                                                                 |                                        |             |
| 95. | 7.  | Mentsük meg a démont! (Sympathy for the Demon)           | Stuart Gillard                      | Henry Alonso Myers                                                              | 2002. november 3. 2004. november 9.    | 4,77 millió |
| Barbas, a félelem démona visszatér, és ráveszi Paige-et, hogy adja át neki Cole erejét, és bosszút forral a nővérek ellen, kijátszva őket a legsötétebb félelmeikkel szemben. |     |                                                          |                                     |                                                                                 |                                        |             |
| 96. | 8.  | Időutazás (A Witch in Time)                              | John Behring                        | Daniel Cerone                                                                   | 2002. november 10. 2004. november 10.  | 5,46 millió |
| Phoebe véletlenül egy csatornát nyit az időben, amikor többször is megmenti új barátja, Miles életét, akit a sors halálra ítél. Az időalagút utat nyit egy Baccara nevű varázslónak a jövőből, hogy összefogjon a jelenlegi énjével, és ellopja az Árnyak könyvét. Jelenlegi énje segítségével ellopja a Bűbájosok erejét, és megöli Phoebe-t és Paige-et. Piper-nek Leo segítségével sikerül elmenekülnie, és az időkapu segítségével visszautazik az időben. Ott ráveszi múltbeli énjét, hogy megakadályozza Phoebe-t Miles megmentésében, megváltoztatja az időt és a helyes útra tereli a történelmet. |     |                                                          |                                     |                                                                                 |                                        |             |
| 97. | 9.  | Nevem Sam (Sam, I Am)                                    | Joel J. Feigenbaum                  | Alison Schapker & Monica Breen                                                  | 2002. november 17. 2004. november 11.  | 5,08 millió |
| Amikor Cole rájön, hogy végül meg kell adnia magát a gonosznak, megtámadja a Bűbájosokat abban a reményben, hogy azok örökre legyőzik őt, és véget vetnek a szenvedésének. Eközben Paige megkapja első megbízatását Fényőrként, és megdöbben, amikor a dühös, önsajnáló férfiról, akit védenie kellene, kiderül, hogy az apja, akit sosem ismert. Végül a nővérek előállnak egy Cole-nak szóló megsemmisítési tervvel, de Phoebe rájön, hogy a férfi öngyilkosságot akar elkövetni, és nem akarja azt befejezni. Az immár őrült Cole az utolsó bájitalt használja magán az öngyilkossági kísérlet során, de annak ellenére, hogy egy hatalmas robbanás szétrombolja a lakását, sértetlenül megússza. |     |                                                          |                                     |                                                                                 |                                        |             |
| 98. | 10. | A múmia (Y Tu Mummy También (The Mummy's Tomb))          | Chris Long                          | Curtis Kheel                                                                    | 2003. január 5. 2004. november 12.     | 5,46 millió |
| Phoebe Jeric áldozatává válik, aki egy démon, aki a tökéletes testet keresi, hogy halott szeretője, Isis szellemét befogadja. Hogy csapdába ejtse a szellemet, Jeric mumifikálja Phoebe testét. Cole úgy próbálja megmenteni Phoebe-t, hogy alkut köt Jeric-kel, és elcseréli Phoebe testét Paige testére. Piper becsapja a démont, és megmenti Paige-et, aki képes kiszabadítani Phoebe-t és elűzni a szellemet. Piper felrobbantja a démont, Cole pedig távozik, megígérve, hogy legközelebb győzni fog. |     |                                                          |                                     |                                                                                 |                                        |             |
| 99. | 11. | Phoebe, az elérhetetlen (The Importance of Being Phoebe) | Derek Johansen                      | Krista Vernoff                                                                  | 2003. január 12. 2004. november 15.    | 5,40 millió |
| Miután elrabolta Phoebe-t, Cole egy Kaia nevű alakváltót küld, hogy vegye fel Phoebe személyazonosságát, hogy segítsen neki manipulálni Pipert és Paige-et, hogy átadja neki a kúria tulajdonjogát, és így hozzáférhessen a ház alatt található hatalmas Nexushoz. Eközben Phoebe a szökését tervezi, míg Cole letartóztatja Paige-et, és gondoskodik arról, hogy Piper klubja ne menjen át az egészségügyi ellenőrzéseken, hogy elterelje a figyelmüket. |     |                                                          |                                     |                                                                                 |                                        |             |
| 100. | 12. | Centenáriumi varázslat (Centennial Charmed)              | James L. Conway                     | Brad Kern                                                                       | 2003. január 19. 2004. november 16.    | 5,49 millió |
| Phoebe visszaszerzésére tett csavaros kísérletében Cole olyan varázslatot alkalmaz, amely megváltoztatja a valóságot, ami Paige-et mint Halliwellt eltünteti, és megsemmisíti a Hármak Erejét. Eközben Paige hirtelen rájön, hogy a testvérei nem tudnak a létezéséről, és hogy a múltbeli gonosztevők még mindig életben vannak, ami azt jelenti, hogy az összes ártatlan, akit megmentettek, halott. Paige újraalkotja a Hármak Erejét, és visszanyeri az erejét. Ezeket felhasználva megszerzi a megsemmisítő főzetet, amit a sebezhető Cole megölésére készített, és felkészül, hogy végre végezzen vele, de Phoebe megállítja. Cole nem próbál elmenekülni, mert azt hiszi, Phoebe túlságosan szereti őt ahhoz, hogy megölje, de Phoebe maga dobja rá a bájitalt, és végül megöli Cole-t. Cole halála után a világ visszaáll a normális kerékvágásba, és csak Paige emlékszik a történtekre.                                                                                          |     |                                                          |                                     |                                                                                 |                                        |             |
| 101. | 13. | Háziszellemek (House Call)                               | Jon Paré                            | Henry Alonso Myers                                                              | 2003. február 2. 2004. november 17.    | 5,33 millió |
| Amikor a démonok legyőzéséből visszamaradt maradványok felhalmozódnak a házban, a nővérek nem tudnak aludni, és ez átveszi az irányítást az életük felett. A boszorkánymestert hívják segítségül, akiben Leo nem bízik. A Boszorkánymester házhoz megy a Bűbájosokhoz, de a hatalmas mennyiségű démoni energia miatt azt hiszi, hogy gonoszak. Kiderül, hogy Leónak igaza volt, amikor nem bízott benne, mivel vudu babák segítségével próbálja megölni a nővéreket, hogy megszállottá tegye őket, és a pusztulás különböző útjaira vezesse őket. Piper a takarítás megszállottjává válik, Paige megszállottja lesz annak, hogy hozzámegy a volt barátjához, Glenhez, Phoebe pedig megszállottja lesz annak, hogy kiiktassa a munkahelyi riválisait. |     |                                                          |                                     |                                                                                 |                                        |             |
| 102. | 14. | A álomhozó ember (Sand Francisco Dreamin)                | John T. Kretchmer                   | Alison Schapker & Monica Breen                                                  | 2003. február 9. 2004. november 18.    | 5,10 millió |
| Egy démon álomporral támadja meg a Bűbájosokat, és ezzel rémálmaik életre kelnek. Phoebe arról álmodik, hogy valaki meg akarja ölni, Piper azt álmodja, hogy van egy titkos és szexi szeretője, Paige a gyerekkori bohócbabájáról és a magányról álmodik, Leo pedig arról, hogy valami történik a babával. A nővéreknek le kell győzniük az álmaikban megjelenő aggodalmaikat. Végül Phoebe megtudja, hogy titokzatos támadója ő maga, Paige a titkos születése miatt fél a magánytól, Piper szeretője pedig valójában Leo. Leo végül közelebb érzi magát a babához, amikor érzi, hogy rugdos. A démon megjelenik, arra számítva, hogy a rémálmaik mögötte állnak, de megdöbbenve látja, hogy nem így van, és Piper felrobbantja őt. |     |                                                          |                                     |                                                                                 |                                        |             |
| 103. | 15. | A nap, mikor a mágia odaveszett (The Day the Magic Died) | Stuart Gillard                      | Daniel Cerone                                                                   | 2003. február 16. 2004. november 19.   | 5,60 millió |
| Piper hat hét múlva szül, és a magas vérnyomása miatt ágynyugalomra kényszerül. Phoebe, Paige és Leo rájönnek, hogy minden mágia megszűnt, és hogy a kétszeresen megáldott gyermekről szóló jóslatban megjósolták, hogy születéséig a mágia szunnyadni fog. Egy varázsló tud erről, és azt tervezi, hogy megöli a nővéreket, hogy Piper gyermekét a gonoszság hatalmas erejeként nevelhesse fel. Phoebe és Paige rájönnek, hogy Victor új felesége, Doris (Cheryl Ladd) egy démon, aki a varázsló segítségére akar lenni Piper gyermekének elrablásában. Amikor Piper megpróbál megszökni, megindul a szülés. Phoebe és Paige éppen időben érkezik, és legyőzik Dorist és a varázslót, Cronynt. Leo hamarosan felbukkan, és Piper megszüli a babájukat, akiről mindenki meglepetésére kiderül, hogy egy kisfiú. |     |                                                          |                                     |                                                                                 |                                        |             |
| 104. | 16. | A kicsi első démona (Baby's First Demon)                 | John T. Kretchmer                   | Krista Vernoff                                                                  | 2003. március 30. 2004. november 22.   | 5,61 millió |
| Mindannyian nehezen találnak nevet a babának, különösen olyan fiúnevet, amely P-vel kezdődik. Leo a Peterrel, Phoebe pedig a Potterrel próbálkozik (utalva Harry Potterre). Leo azt mondja, hogy a fia vezetékneve Wyatt helyett Halliwell lesz, mert a jó mágia tiszteli, míg a gonosz fél tőle. Végül Piper úgy dönt, hogy Wyatt Matthew Halliwellnek nevezi el a gyermekét. A nővéreknek meg kell védeniük Wyattet két démontól, de a babát is érik meglepetések. Eközben Paige fejvadásznak álcázza magát, és Phoebe jövőjét az újságnál az új tulajdonos veszélyezteti. |     |                                                          |                                     |                                                                                 |                                        |             |
| 105. | 17. | Bűbájos szerencse (Lucky Charmed)                        | Roxann Dawson                       | Curtis Kheel                                                                    | 2003. április 6. 2004. november 23.    | 4,51 millió |
| A Bűbájosok egy démonnal néznek szembe, aki koboldokat gyilkol és ellopja a varázserejüket. A koboldok szerencsével ruházzák fel a nővéreket, aminek köszönhetően Paige anyagi javakra tesz szert, Phoebe megismerkedik egy férfival, Piper pedig egy nagy sztárt szerződtet a P3-ban való fellépésre. |     |                                                          |                                     |                                                                                 |                                        |             |
| 106. | 18. | A macskák háza (Cat House)                               | James L. Conway                     | Brad Kern                                                                       | 2003. április 13. 2004. november 24.   | 4,17 millió |
| Amikor Piper és Leo házassági problémákkal küszködnek, Piper varázslatot alkalmaz, hogy a szó szoros értelmében láthassák a közös múltjukat. A varázslat azonban balul sül el, amikor Phoebe és Paige visszamennek az időben, hogy újra átéljék Piper emlékeit, és egy warlock (Zachary Quinto), aki el akarja pusztítani a Bűbájosok bizalmasát, csatlakozik hozzájuk. Prue-t egy rövid időre láthatjuk, amikor Phoebe és Paige ellátogatnak Piper esküvőjére az emlékei alatt. Szintén látható abban az időben, amikor Prue kutya volt, amikor Phoebe azt mondja Paige-nek: „Mindig is azt mondtad, hogy találkozni akarsz Prue-val”. |     |                                                          |                                     |                                                                                 |                                        |             |
| 107. | 19. | Cserfes nimfák (Nymphs Just Want to Have Fun)            | Mel Damski                          | Andrea Stevens & Doug E. Jones                                                  | 2003. április 20. 2004. november 25.   | 4,25 millió |
| Amikor egy démon megtámadja és megöli az Élet Forrásának szatírját, a tavat védő három nimfa egyike a Bűbájosok segítségét kéri. Miután azonban a démont elpusztították, a nimfák úgy döntenek, hogy Paige-nek kell helyettesítenie az elesett nimfát, és nem fogadnak el nemleges választ. |     |                                                          |                                     |                                                                                 |                                        |             |
| 108. | 20. | Érzéktelenség (Sense and Sense Ability)                  | Stewart Schill & Joel J. Feigenbaum | Történet: Brian Krause & Ed Bokinskie Tévéjáték: Daniel Cerone & Krista Vernoff | 2003. április 27. 2004. november 26.   | 4,08 millió |
| A vásárban a Banya egy majom-totemet, a Hear No Evil, See No Evil, Speak No Evil-t, igazi majommá változtat. Ez a majom elveszi Paige hangját, Phoebe hallását és Piper látását; így a lányok sebezhetővé válnak, és a Banya el tudja kapni Wyattet. Míg Piper megmenti a kis Wyatt-et, Phoebe beleszeret új főnökébe, Jasonbe. |     |                                                          |                                     |                                                                                 |                                        |             |
| 109. | 21. | Nekromantika (Necromancing the Stone)                    | Jon Paré                            | Henry Alonso Myers & Alison Schapker & Monica Breen                             | 2003. május 4. 2004. november 29.      | 4,99 millió |
| Amikor Nagyit megidézik egy wicca szertartásra, Wyatt számára, a nővérek rájönnek, hogy a múltjából egy korábbi szeretőt hozott magával, a nekromanta démont (Chris Sarandon), aki meg akarja ölni a Bűbájosokat, és vissza akarja hozni az egykor közös szerelmüket. Eközben Phoebe elgondolkodik Jason meghívásán, hogy menjen vele Hongkongba, még akkor is, ha ezzel elszakad a családjától, Paige pedig igazságvarázslatot mond, hogy kiderítse, Nate elfogadja-e, hogy boszorkány, de többet kap, mint amire számított. |     |                                                          |                                     |                                                                                 |                                        |             |
| 110. | 22. | Isteni színjáték 1. rész (Oh My Goddess part 1)          | Jonathan West                       | Krista Vernoff & Curtis Kheel                                                   | 2003. május 11. 2004. november 30.     | 4,90 millió |
| Amikor egy furcsa hőhullám érkezik, Paige aggódik, hogy valami démoni dolog állhat a furcsa időjárás mögött, és elindul, hogy kiderítse, miért. Phoebe megpróbálja feldolgozni a Jason-nel való életet Hongkongban, és segít Elise-nek megszervezni egy eseményt a P3-ban. Piper és Leo kénytelenek használni a terápiás eszközeiket, amikor Leót behívják az Égiekhez. A Titánok kiszabadulnak hosszú álmukból, és a Fényőrök után indulnak, és az összes mágikus lény San Franciscóból a kúriába érkezik, hogy a Bűbájosok megmentsék őket. Paige kővé változik, miután megidézi az egyik Titánt, és majdnem meghal, mielőtt megjelenik egy különös Fényőr, Chris Perry, és elűzi a Titánt. Piper rájön, hogy a Titánok a Fényőrökre vadásznak, hogy az Égiek után eredhessenek, és elmondja Leónak. Miközben Leo odafent van, elkezdi hibáztatni Chris-t, de rájön, hogy Piper-t, Phoebe-t és Paige-t maguknak kell mitológiai Istennőkké változtatniuk, hogy legyőzhessék a Titánokat. |     |                                                          |                                     |                                                                                 |                                        |             |
| 111. | 23. | Isteni színjáték 2. rész (Oh My Goddess part 2)          | Joel J. Feigenbaum                  | Daniel Cerone                                                                   | 2003. május 11. 2004. december 1.      | 4,90 millió |
| Mostantól mindenható Istennők, a Bűbájosoknak meg kell próbálniuk, hogy ne hagyják magukat elcsábítani új erejük által, és arra kell koncentrálniuk, hogy legyőzzék a Titánokat, mielőtt azok elpusztítanák az összes Fényőrzőt és Égit. Piper a Föld Istennőjének erejét gyakorolja, Phoebe a Szerelem Istennője, Paige pedig a Háború Istennője. Eközben Leo a tettei elismeréseként Égi lesz, ami Piper életét a feje tetejére állítja. A veszteség és a harag felemészti őt, és lehetővé teszi, hogy a Bűbájosok elpusztítsák a Titánokat. Chris a Bűbájosok új Fényőrévé válik. Piper dühe Leo miatt a világon tölti ki a haragját, de a testvérei elérik őt, és Leo elveszi a fájdalmát, így a lány tovább tud lépni. Miután Leo megkéri Christ, hogy vigyázzon a lányokra, Chris titokban csapdába ejti Leót. |     |                                                          |                                     |                                                                                 |                                        |             |

## 6. évad (2003–2004)
| Sor. | Év. | Cím                                                                        | Rendező            | Író                         | Premier                               | Nézettség   |
| ---- | --- | -------------------------------------------------------------------------- | ------------------ | --------------------------- | ------------------------------------- | ----------- |
| 112. | 1.  | Valkűrök 1. rész (Valhalley of the Dolls part 1)                           | James L. Conway    | Brad Kern                   | 2003. szeptember 28. 2005. január 17. | 6,26 millió |
| 113. | 2.  | Valkűrök 2. rész (Valhalley of the Dolls part 2)                           | James L. Conway    | Brad Kern                   | 2003. szeptember 28. 2005. január 18. | 6,26 millió |
| 114. | 3.  | Nefelejcs (Forget Me... Not)                                               | John T. Kretchmer  | Henry Alonso Myers          | 2003. október 5. 2005. január 19.     | 5,84 millió |
| 115. | 4.  | A három szöszi ereje (The Power of Three Blondes)                          | John Behring       | Daniel Cerone               | 2003. október 12. 2005. január 20.    | 5,38 millió |
| 116. | 5.  | Szellemes bosszú (Love's a Witch)                                          | Stuart Gillard     | Jeannine Renshaw            | 2003. október 19. 2005. január 21.    | 5,35 millió |
| 117. | 6.  | Vágyak ereje (My Three Witches)                                            | Joel J. Feigenbaum | Scott Lipsey & Whip Lipsey  | 2003. október 26. 2005. január 24.    | 5,49 millió |
| 118. | 7.  | A szerződés (Soul Survivor)                                                | Mel Damski         | Curtis Kheel                | 2003. november 2. 2005. január 25.    | 5,33 millió |
| 119. | 8.  | Arthur királynő (Sword and the City)                                       | Derek Johansen     | David Simkins               | 2003. november 9. 2005. január 26.    | 5,18 millió |
| 120. | 9.  | Démoni mosoly (Little Monsters)                                            | James L. Conway    | Julie Hess                  | 2003. november 16. 2005. január 27.   | 5,30 millió |
| 121. | 10. | Fenyegetés a jövőből (Chris-Crossed)                                       | Joel J. Feigenbaum | Cameron Litvack             | 2003. november 23. 2005. január 28.   | 6,03 millió |
| 122. | 11. | Szeress boszi, ne háborúzz! (Witchstock)                                   | James A. Contner   | Daniel Cerone               | 2004. január 11. 2005. január 31.     | 5,29 millió |
| 123. | 12. | A tökéletes pasi (Prince Charmed)                                          | David Jackson      | Henry Alonso Myers          | 2004. január 18. 2005. február 1.     | 3,89 millió |
| 124. | 13. | Használt karma (Used Karma)                                                | John T. Kretchmer  | Jeannine Renshaw            | 2004. január 25. 2005. február 2.     | 4,23 millió |
| 125. | 14. | A fejnélküli Halliwellek legendája (The Legend of Sleepy Halliwell)        | Jon Paré           | Cameron Litvack             | 2004. február 8. 2005. február 3.     | 4,79 millió |
| 126. | 15. | Phoebe, a háziszellem (I Dream of Phoebe)                                  | John T. Kretchmer  | Curtis Kheel                | 2004. február 15. 2005. február 4.    | 4,08 millió |
| 127. | 16. | Wyatt apja (The Courtship of Wyatt's Father)                               | Joel J. Feigenbaum | Brad Kern                   | 2004. február 22. 2005. február 7.    | 5,01 millió |
| 128. | 17. | Az osztálytalálkozó (Hyde School Reunion)                                  | Jonathan West      | David Simkins               | 2004. március 14. 2005. február 8.    | 4,82 millió |
| 129. | 18. | Kerge város (Spin City)                                                    | Mel Damski         | Andy Reaser & Doug E. Jones | 2004. április 18. 2005. február 9.    | 3,86 millió |
| 130. | 19. | Felelőtlen boszorkányságok (Crimes and Witch Demeanors)                    | John T. Kretchmer  | Henry Alonso Myers          | 2004. április 25. 2005. február 10.   | 3,40 millió |
| 131. | 20. | Mr. Igazi és Mr. Hyde (A Wrong Day's Journey Into Right)                   | Derek Johansen     | Cameron Litvack             | 2004. május 2. 2005. február 11.      | 4,10 millió |
| 132. | 21. | Boszorkányháborúk (Witch Wars)                                             | David Jackson      | Krista Vernoff              | 2004. május 9. 2005. február 14.      | 2,77 millió |
| 133. | 22. | Ez egy rossz, rossz világ 1. rész (It's a Bad, Bad, Bad, Bad World part 1) | Jon Paré           | Jeannine Renshaw            | 2004. május 16. 2005. február 15.     | 4,75 millió |
| 134. | 23. | Ez egy rossz, rossz világ 2. rész (It's a Bad, Bad, Bad, Bad World part 2) | Jon Paré           | Curtis Kheel                | 2004. május 16. 2005. február 16.     | 4,75 millió |

## 7. évad (2004–2005)
| Sor. | Év. | Cím                                                     | Rendező            | Író                                                   | Premier                              | Nézettség   |
| ---- | --- | ------------------------------------------------------- | ------------------ | ----------------------------------------------------- | ------------------------------------ | ----------- |
| 135. | 1.  | Ölelő karok (A Call to Arms)                            | James L. Conway    | Brad Kern                                             | 2004. szeptember 12. 2005. május 9.  | 5,59 millió |
| 136. | 2.  | Mellbevágó problémák (The Bare Witch Project)           | John T. Kretchmer  | Jeannine Renshaw                                      | 2004. szeptember 19. 2005. május 10. | 4,84 millió |
| 137. | 3.  | Hisztis tiniboszik (Cheaper by the Coven)               | Derek Johansen     | Mark Wilding                                          | 2004. szeptember 26. 2005. május 11. | 5.37 millió |
| 138. | 4.  | A fekete kalóz átka (Charrrmed!)                        | Mel Damski         | Cameron Litvack                                       | 2004. október 3. 2005. május 12.     | 4,77 millió |
| 139. | 5.  | Halált Bt. (Styx Feet Under)                            | Christopher Leitch | Henry Alonso Myers                                    | 2004. október 10. 2005. május 13.    | 4,81 millió |
| 140. | 6.  | Ha feljön a Kék Hold (Once in a Blue Moon)              | John T. Kretchmer  | Debra J. Fisher & Erica Messer                        | 2004. október 17. 2005. május 17.    | 4,63 millió |
| 141. | 7.  | Őrangyalom, merre vagy? (Someone to Witch Over Me)      | Jon Paré           | Rob Wright                                            | 2004. október 31. 2005. május 18.    | 3,96 millió |
| 142. | 8.  | Bűbájos film-noir (Charmed Noir)                        | Michael Grossman   | Curtis Kheel                                          | 2004. november 14. 2005. május 19.   | 3,94 millió |
| 143. | 9.  | Kövesd Leo-t! (There's Something About Leo)             | Derek Johansen     | Natalie Antoci & Scott Lipsey                         | 2004. november 21. 2005. május 20.   | 3,95 millió |
| 144. | 10. | Démonvédelmi program (Witchness Protection)             | David Jackson      | Jeannine Renshaw                                      | 2004. november 28. 2005. május 21.   | 4,17 millió |
| 145. | 11. | Közönséges boszorkányok (Ordinary Witches)              | Jonathan West      | Mark Wilding                                          | 2005. január 16. 2005. május 24.     | 3,52 millió |
| 146. | 12. | A nagy világmegváltás (Extreme Makeover: World Edition) | LeVar Burton       | Cameron Litvack                                       | 2005. január 23. 2005. május 25.     | 3,56 millió |
| 147. | 13. | Szép, új világ (Charmageddon)                           | John T. Kretchmer  | Henry Alonso Myers                                    | 2005. január 30. 2005. május 26.     | 3,97 millió |
| 148. | 14. | Keresd a démont! (Carpe Demon)                          | Stuart Gillard     | Curtis Kheel                                          | 2005. február 13. 2005. május 27.    | 2,95 millió |
| 149. | 15. | A fantom kabaré (Show Ghouls)                           | Mel Damski         | Rob Wright & Debra J. Fisher & Erica Messer           | 2005. február 20. 2005. május 28.    | 3,23 millió |
| 150. | 16. | Higgy a szerelemben! (The Seven Year Witch)             | Michael Grossman   | Jeannine Renshaw                                      | 2005. április 10. 2005. május 31.    | 3,97 millió |
| 151. | 17. | A babaházban (Scry Hard)                                | Derek Johansen     | Andy Reaser & Doug E. Jones                           | 2005. április 17. 2005. június 1.    | 3,48 millió |
| 152. | 18. | Rémségek kicsiny doboza (Little Box of Horrors)         | Jon Paré           | Cameron Litvack                                       | 2005. április 24. 2005. június 2.    | 3,92 millió |
| 153. | 19. | Fura Phoebe (Freaky Phoebe)                             | Michael Grossman   | Mark Wilding                                          | 2005. május 1. 2005. június 3.       | 3,65 millió |
| 154. | 20. | A képzeletbeli barát (Imaginary Fiends)                 | Jonathan West      | Henry Alonso Myers                                    | 2005. május 8. 2005. június 4.       | 3,32 millió |
| 155. | 21. | Jól áll nekik a halál (Death Becomes Them)              | John T. Kretchmer  | Curtis Kheel                                          | 2005. május 15. 2005. június 7.      | 3,44 millió |
| 156. | 22. | Valami boszorkányság (Something Wicca This Way Goes)    | James L. Conway    | Történet: Rob Wright & Brad Kern Tévéjáték: Brad Kern | 2005. május 22. 2005. június 8.      | 3,44 millió |

## 8. évad (2005–2006)
| Sor. | Év. | Cím                                                          | Rendező              | Író                                           | Premier                                  | Nézettség   |
| ---- | --- | ------------------------------------------------------------ | -------------------- | --------------------------------------------- | ---------------------------------------- | ----------- |
| 157. | 1.  | Egy új élet küszöbén (Still Charmed & Kicking)               | James L. Conway      | Brad Kern                                     | 2005. szeptember 25. 2006. szeptember 4. | 4,27 millió |
| 158. | 2.  | Alíz Démonországban (Malice in Wonderland)                   | Mel Damski           | Brad Kern                                     | 2005. október 2. 2006. szeptember 5.     | 3,83 millió |
| 159. | 3.  | Fuss, Piper, fuss! (Run, Piper, Run)                         | Derek Johansen       | Cameron Litvack                               | 2005. október 9. 2006. szeptember 6.     | 4,12 millió |
| 160. | 4.  | Született háziboszik (Desperate Housewitches)                | Jon Paré             | Jeannine Renshaw                              | 2005. október 16. 2006. szeptember 7.    | 4,21 millió |
| 161. | 5.  | Bevetésen (Rewitched)                                        | John T. Kretchmer    | Rob Wright                                    | 2005. október 23. 2006. szeptember 8.    | 4,26 millió |
| 162. | 6.  | Öld meg Billie-t! (Kill Billie Vol. 1)                       | Michael Grossman     | Elizabeth Hunter                              | 2005. október 30. 2006. szeptember 11.   | 4,32 millió |
| 163. | 7.  | A fényképész (The Lost Picture Show)                         | Jonathan West        | Doug E. Jones & Andy Reaser                   | 2005. november 6. 2006. szeptember 12.   | 3,87 millió |
| 164. | 8.  | A nemek harca (Battle of the Hexes)                          | LeVar Burton         | Jeannine Renshaw                              | 2005. november 13. 2006. szeptember 13.  | 4,38 millió |
| 165. | 9.  | Dr. Jekyll és Miss Halliwell (Hulkus Pocus)                  | Joel F. Feigenbaum   | Liz Sagal                                     | 2005. november 20. 2006. szeptember 14.  | 4,22 millió |
| 166. | 10. | Viszlát, Leo! (Vaya Con Leos)                                | Janice Cooke Leonard | Cameron Litvack                               | 2005. november 27. 2006. szeptember 15.  | 4,34 millió |
| 167. | 11. | Mr. és Mrs. Boszorkány (Mr. & Mrs. Witch)                    | James L. Conway      | Rob Wright                                    | 2006. január 8. 2006. szeptember 18.     | 3,30 millió |
| 168. | 12. | Patthelyzet (Payback's a Witch)                              | Mel Damski           | Brad Kern                                     | 2006. január 15. 2006. szeptember 19.    | 3,47 millió |
| 169. | 13. | Isten hozott ismét a babaházban! (Repo Manor)                | Derek Johansen       | Doug E. Jones                                 | 2006. január 22. 2006. szeptember 20.    | 3,67 millió |
| 170. | 14. | 12 dühös zen (12 Angry Zen)                                  | Jon Paré             | Cameron Litvack                               | 2006. február 12. 2006. szeptember 21.   | 3,28 millió |
| 171. | 15. | Christy utolsó megkísértése (The Last Temptation of Christy) | John Kretchmer       | Történet: Rick Muirragui Tévéjáték: Liz Sagal | 2006. február 19. 2006. szeptember 22.   | 3,89 millió |
| 172. | 16. | Ara-para (Engaged and Confused)                              | Stuart Gillard       | Jeannine Renshaw                              | 2006. február 26. 2006. szeptember 25.   | 4,07 millió |
| 173. | 17. | Ifjonc tanoncok (Generation Hex)                             | Michael Grossman     | Rob Wright                                    | 2006. április 16. 2006. szeptember 26.   | 2,98 millió |
| 174. | 18. | Lehull a lepel (The Torn Identity)                           | LeVar Burton         | Andy Reaser                                   | 2006. április 23. 2006. szeptember 27.   | 3,39 millió |
| 175. | 19. | Álmok útján (The Jung and the Restless)                      | Derek Johansen       | Cameron Litvack                               | 2006. április 30. 2006. szeptember 28.   | 3,17 millió |
| 176. | 20. | A feje tetejére állt a világ (Gone with the Witches)         | Jonathan West        | Jeannine Renshaw                              | 2006. május 7. 2006. szeptember 29.      | 3,39 millió |
| 177. | 21. | Öld meg Billie-t! 2. (Kill Billie Vol. 2)                    | Jon Paré             | Brad Kern                                     | 2006. május 14. 2006. október 2.         | 3,72 millió |
| 178. | 22. | Bűbájosok mindörökké! (Forever Charmed)                      | James L. Conway      | Brad Kern                                     | 2006. május 21. 2006. október 3.         | 4,49 millió |